# Grand Prix automobile de Malaisie 2011
Vous lisez un « article de qualité » labellisé en 2011.
GP précédent GP suivant
Le Grand Prix automobile de Malaisie 2011 (2011 Formula 1 Petronas Malaysia Grand Prix), disputé le 10 avril 2011 sur le circuit international de Sepang, est la 841e épreuve du championnat du monde de Formule 1 courue depuis 1950 et la seconde manche du championnat 2011. Il s'agit de la treizième édition du Grand Prix de Malaisie comptant pour le championnat du monde de Formule 1.
Comme lors de la manche d'ouverture du championnat, l'épreuve est remportée par l'Allemand Sebastian Vettel, pilote Red Bull Racing et champion du monde en titre. Parti une nouvelle fois depuis la pole position, il mène la course pendant cinquante-quatre des cinquante-six tours de l'épreuve. Les deux autres marches du podium sont elles aussi une nouvelle fois occupées par McLaren et Lotus Renault GP. Le pilote anglais Jenson Button s'empare de la deuxième position et précède l'Allemand Nick Heidfeld. À l'issue de la course, Sebastian Vettel conserve la tête du championnat du monde avec 50 points, le maximum possible. Il devance notamment Jenson Button, Lewis Hamilton et Mark Webber. Treize des vingt-quatre pilotes en lice au championnat ont marqué des points à l'issue de ce Grand Prix.
Chez les constructeurs, Red Bull Racing conserve la tête du championnat des constructeurs avec 72 points devant entre autres McLaren, Ferrari et Renault F1 Team. Huit des douze écuries en lice au championnat ont marqué des points à l'issue de ce Grand Prix, Williams, Team Lotus, Marussia Virgin Racing et HRT n'ayant pas encore marqué.

## Contexte avant le Grand Prix

### Pneumatiques
Le manufacturier de pneumatiques Pirelli dévoile un nouveau marquage des pneus, dotés d’une ligne autour du flanc à la limite de la bande de roulement, rappelant la solution utilisée précédemment par Bridgestone. Ce marquage est toutefois provisoire car, à partir d'Istanbul, un autre sera appliqué afin de mieux distinguer les types de gommes,.
Paul Hembery, directeur de Pirelli, s'attend à ce que les écuries fassent quatre arrêts en moyenne lors du Grand Prix de Malaisie. La seconde épreuve du championnat sera, selon le manufacturier italien, une des plus difficiles de la saison en raison des fortes températures attendues, proches de 50 °C en piste, des conditions encore jamais testées par les ingénieurs Pirelli,. Cette forte température augmentera le niveau de dégradation des pneus.

### DRS
À l'issue du Grand Prix précédent, la FIA, qui avait initialement pris la décision d'imposer une utilisation maximale du DRS (« Drag Reduction System ») sur une longueur de 600 mètres, a décidé qu'elle pourra augmenter ou limiter la distance d'utilisation du système selon les épreuves,.
En Malaisie, les pilotes pourront activer le système sur la ligne droite de départ, 5 mètres après le point de corde du quinzième et dernier virage, en épingle. Pour pouvoir activer l’aileron, le pilote poursuivant devra être à moins d'une seconde de celui qui le devance à 207 mètres de l'entame de épingle. Il a été évoqué que l'aileron arrière ajustable pourrait également être utilisé dans la ligne droite parallèle à celle de départ mais l'idée n'a pas été retenue car cette portion du circuit est déjà favorable aux dépassements avec le freinage de l'épingle,.
Sam Michael, directeur technique de Williams, pense que l'aileron mobile aura une plus grande influence sur les dépassements en Malaisie qu'en Australie. Il déclare ainsi : « Il est trop tôt pour juger l'aileron mobile. Il apporte un bénéfice pour les dépassements quand il est bien réglé. Le Grand Prix de Malaisie devrait donner une meilleure idée de l'apport de l'aileron arrière mobile. Il y a de longues lignes droites sur cette piste, ce qui le rendra plus utile en essais et en qualifications, où les pilotes peuvent l'utiliser quand ils le souhaitent, mais aussi en course pour tenter un dépassement. Il y a trois longues lignes droites donc il faudra régler la voiture pour qu'elle soit efficace dans ces portions. Nous pensons que l'aileron arrière mobile aura une plus grande influence sur les dépassements, plus qu'en Australie. ».

## Essais libres
Trois sessions d'essais libres, deux le vendredi 8 avril, et une le samedi 9 avril, se sont tenues avant la course organisée le dimanche 10 avril 2011. Les séances du vendredi matin et du vendredi après-midi ont duré chacune 90 minutes, contre une heure pour la troisième session, le samedi matin.

### Première séance, le vendredi de 10 h à 11 h 30
| Pos. | Pilote             | Voiture              | Chrono         | Écart     |
| ---- | ------------------ | -------------------- | -------------- | --------- |
| 1    | Mark Webber        | Red Bull-Renault     | 1 min 37 s 651 |           |
| 2    | Lewis Hamilton     | McLaren-Mercedes     | 1 min 39 s 316 | + 1 s 665 |
| 3    | Michael Schumacher | Mercedes             | 1 min 39 s 791 | + 2 s 140 |
| 4    | Nico Hülkenberg    | Force India-Mercedes | 1 min 40 s 377 | + 2 s 726 |
| 5    | Pastor Maldonado   | Williams-Cosworth    | 1 min 40 s 443 | + 2 s 792 |
| 6    | Felipe Massa       | Ferrari              | 1 min 40 s 453 | + 2 s 802 |

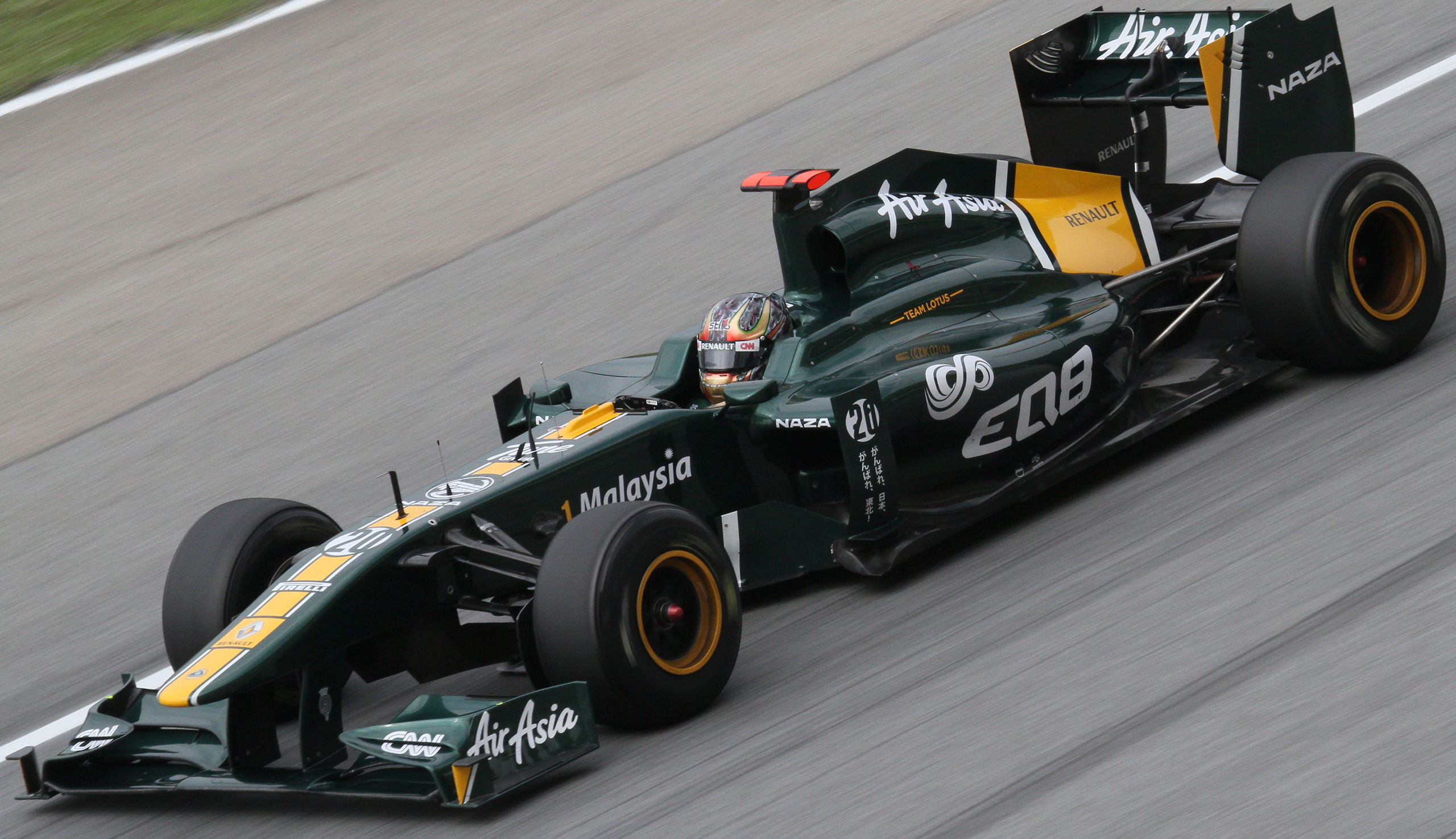
Davide Valsecchi, pilote essayeur chez Team Lotus, débute en Formule 1 lors de ces essais.

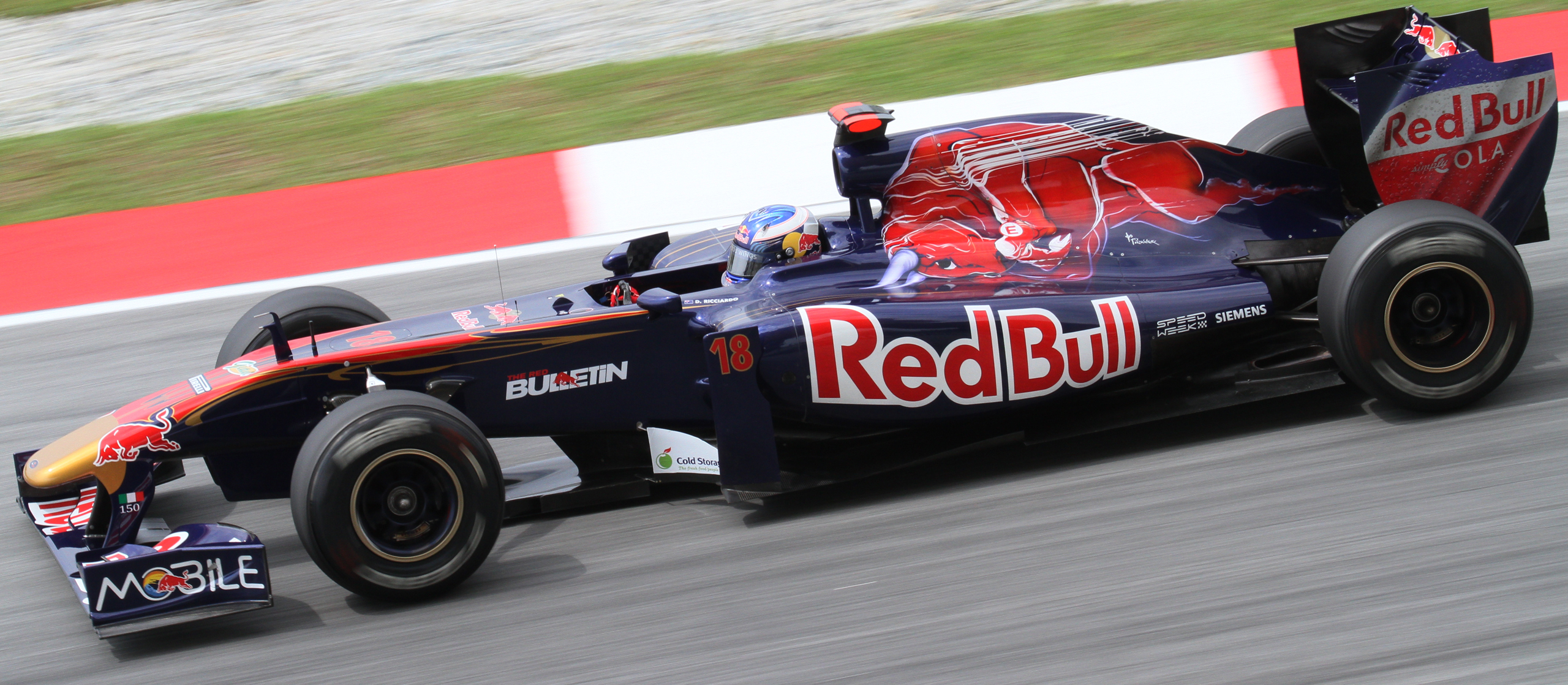
Daniel Ricciardo, pilote essayeur chez Scuderia Toro Rosso, remplace Sébastien Buemi lors de cette séance d'essais.

La première séance d'essais se déroule dans des conditions de forte humidité (85 %) sous un ciel grisâtre avec un risque élevé de précipitations, mais la piste est sèche. La température est de 27 °C dans l'air et de 28 °C sur la piste.
Jarno Trulli est le premier à s'élancer mais l'ensemble des pilotes entre rapidement en piste afin d'effectuer un premier tour d'installation. Nico Hülkenberg signe le premier tour chronométré en 1 min 44 s 557, temps qu'il améliore lors du tour suivant en 1 min 42 s 475. Narain Karthikeyan, dont la monoplace laisse échapper un énorme nuage de fumée blanche dès son entrée en piste, est contraint d'abandonner sa voiture sur le côté de la piste, moteur cassé,. Nick Heidfeld, qui étrenne un nouveau châssis, réalise le meilleur temps provisoire de cette séance en 1 min 40 s 823 avant de subir un problème sur sa monoplace : sa roue avant-droite ne tourne plus et il doit rentrer aux stands, victime d'un bris de disque de frein à l'avant-droit dû à un défaut des triangles de suspension,.

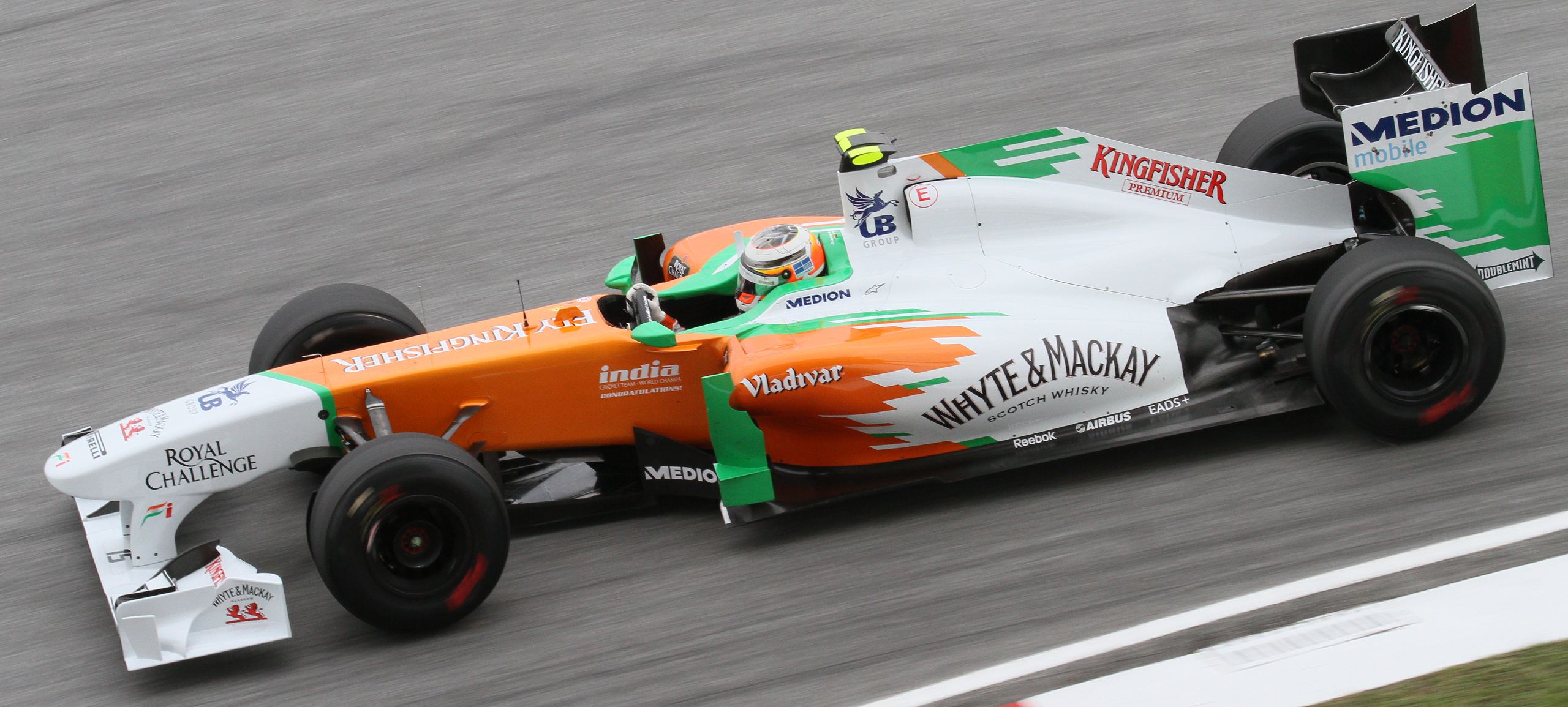
Nico Hülkenberg, pilote essayeur chez Force India, remplace Paul di Resta lors de cette séance d'essais.

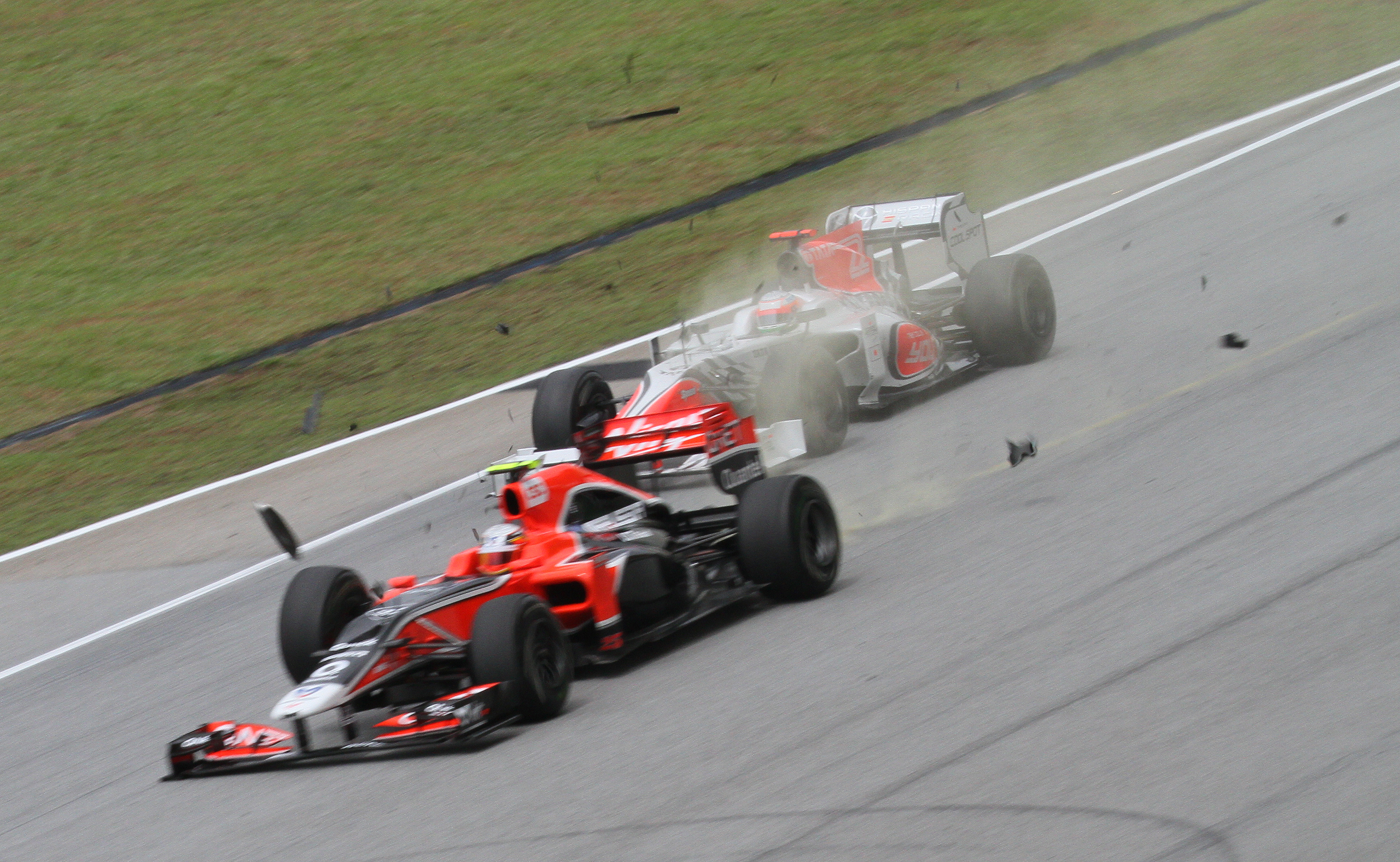
Jérôme d'Ambrosio est victime d'une casse de sa suspension avant-droite lors des premiers essais.

Mark Webber est le premier à passer sous la barre des 1 min 40 s en tournant en 1 min 39 s 870, en 1 min 39 s 448, puis en 1 min 38 s 952. Il devance alors Heidfeld et Jaime Alguersuari. Lewis Hamilton entre en piste et se hisse immédiatement à la deuxième place alors que Webber améliore une nouvelle fois son temps en 1 min 38 s 483,,.
Après cinquante minutes d'essais, Felipe Massa, Vitaly Petrov, Timo Glock et Narain Karthikeyan n’ont pas encore réalisé de tour chronométré. Vitantonio Liuzzi, sur la seconde HRT, est relégué à plus de douze secondes de Mark Webber. Alors qu’il reste une demi-heure d'essais, Mark Webber occupe la tête du classement devant Lewis Hamilton, Nick Heidfeld, Nico Rosberg et Pastor Maldonado qui se hisse ensuite à la troisième place, à toutefois près de deux secondes de Mark Webber.
À vingt minutes du terme, Vitaly Petrov entre en piste et, pour son premier tour chronométré, se classe derrière Vitantonio Liuzzi. Sebastian Vettel, champion du monde en titre, n'est que quinzième, encadré par Sergio Pérez et Kamui Kobayashi. Quelques instants plus tard, Vitaly Petrov est victime d’une rupture mécanique sur l'avant gauche de sa monoplace : comme en Chine en 2010 pour Sébastien Buemi, un élément a explosé à l'approche d’un gros freinage. Mark Webber réalise alors un nouveau meilleur temps en 1 min 37 s 651.
À cinq minutes de la fin des essais, Nico Hülkenberg réalise le troisième temps de la session alors que son coéquipier Adrian Sutil n'est que onzième. Les derniers instants de la séance sont également animés. Comme Heidfeld et Petrov, Jérôme d'Ambrosio est victime d’un problème sur son train avant dans le dernier virage. Il perd une roue et finit dans le bac à graviers : sa suspension avant-droite a cassé en pleine ligne droite, provoquant sa sortie de piste,,.
Mark Webber est le plus rapide de la session, avec un temps inférieur de plus d'une seconde et demie à celui de Lewis Hamilton et deux secondes plus rapide que Michael Schumacher. Sebastian Vettel, sur la seconde Red Bull, termine septième avec quatre secondes de retard sur son coéquipier. Christian Horner révèle que la modeste performance du champion du monde en titre est due à des tests de développement du SREC plutôt que la recherche de la performance.
Les temps au tour sont nettement plus lents qu'en 2010, le meilleur temps de Webber s'établissant à plus de deux secondes du temps réalisé par Lewis Hamilton dans la même session, un an auparavant.
- Nico Hülkenberg, pilote essayeur chez Force India, a remplacé Paul di Resta lors de cette séance d'essais ;
- Davide Valsecchi, pilote essayeur chez Team Lotus, a remplacé Heikki Kovalainen lors de cette séance d'essais ;
- Daniel Ricciardo, pilote essayeur chez Toro Rosso, a remplacé Sébastien Buemi lors de cette séance d'essais.

### Deuxième séance, le vendredi de 15 h à 16 h 30
| Pos. | Pilote             | Voiture          | Chrono         | Écart     |
| ---- | ------------------ | ---------------- | -------------- | --------- |
| 1    | Mark Webber        | Red Bull-Renault | 1 min 36 s 876 |           |
| 2    | Jenson Button      | McLaren-Mercedes | 1 min 36 s 881 | + 0 s 005 |
| 3    | Lewis Hamilton     | McLaren-Mercedes | 1 min 37 s 010 | + 0 s 134 |
| 4    | Sebastian Vettel   | Red Bull-Renault | 1 min 37 s 090 | + 0 s 214 |
| 5    | Michael Schumacher | Mercedes         | 1 min 38 s 088 | + 1 s 212 |
| 6    | Felipe Massa       | Ferrari          | 1 min 38 s 089 | + 1 s 213 |

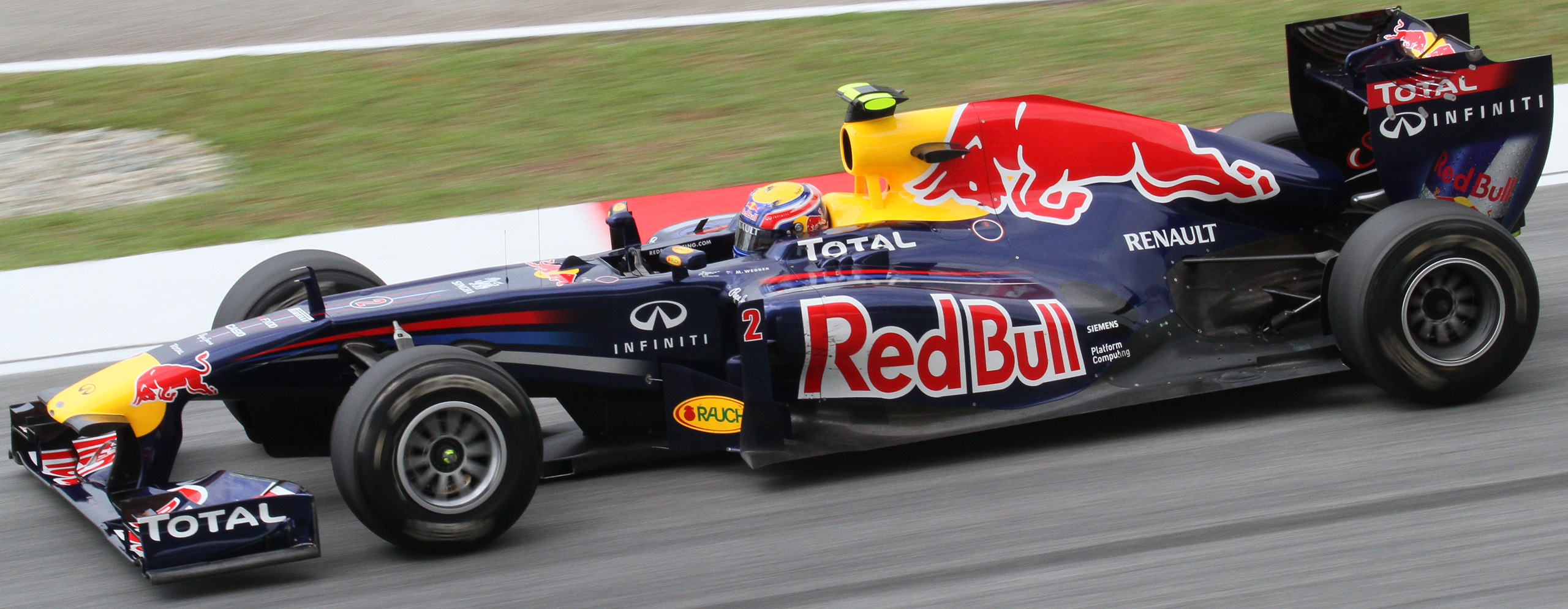
Mark Webber signe le meilleur temps de cette séance d'essais.

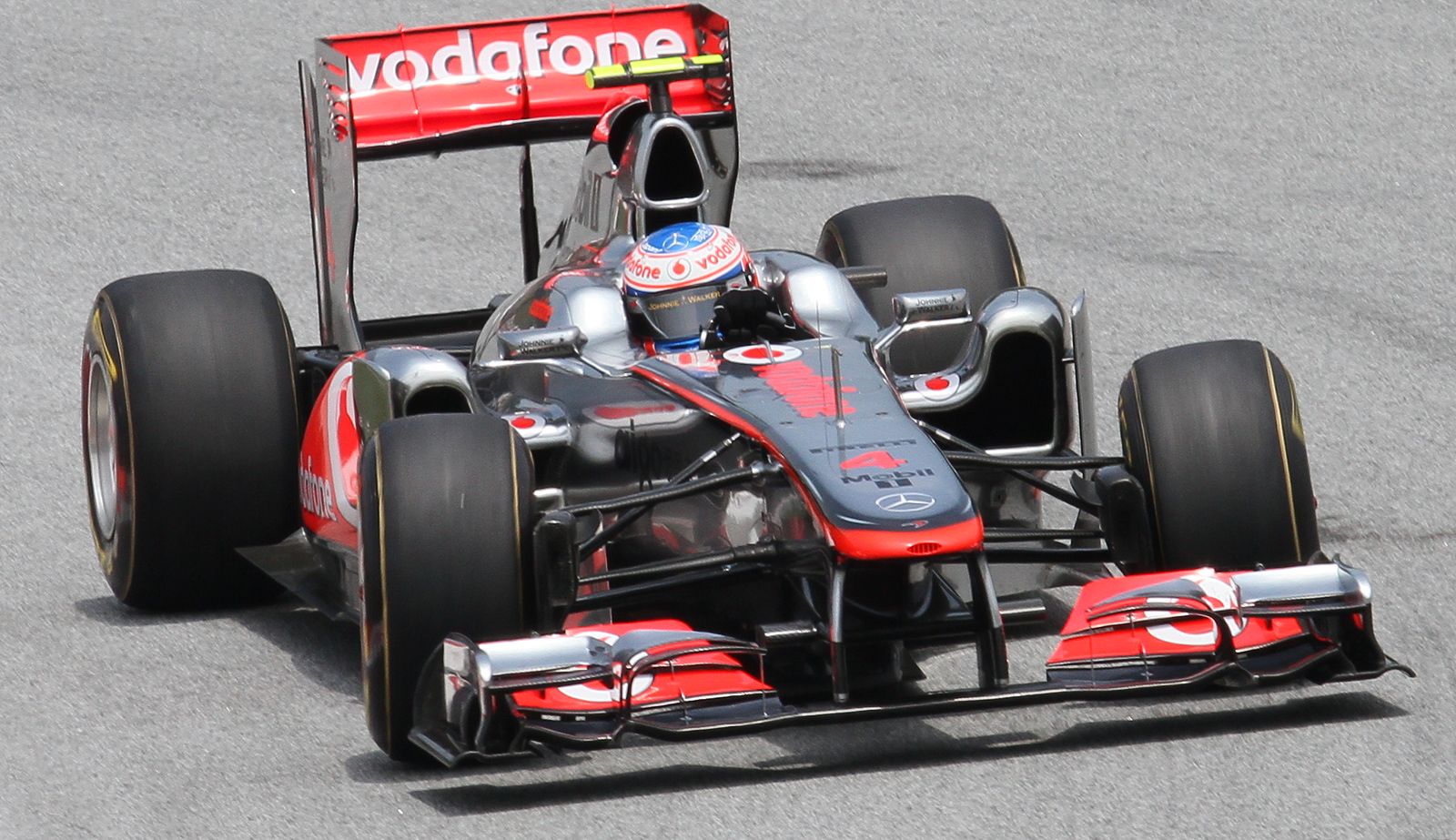
Jenson Button signe le deuxième temps de cette séance d'essais.

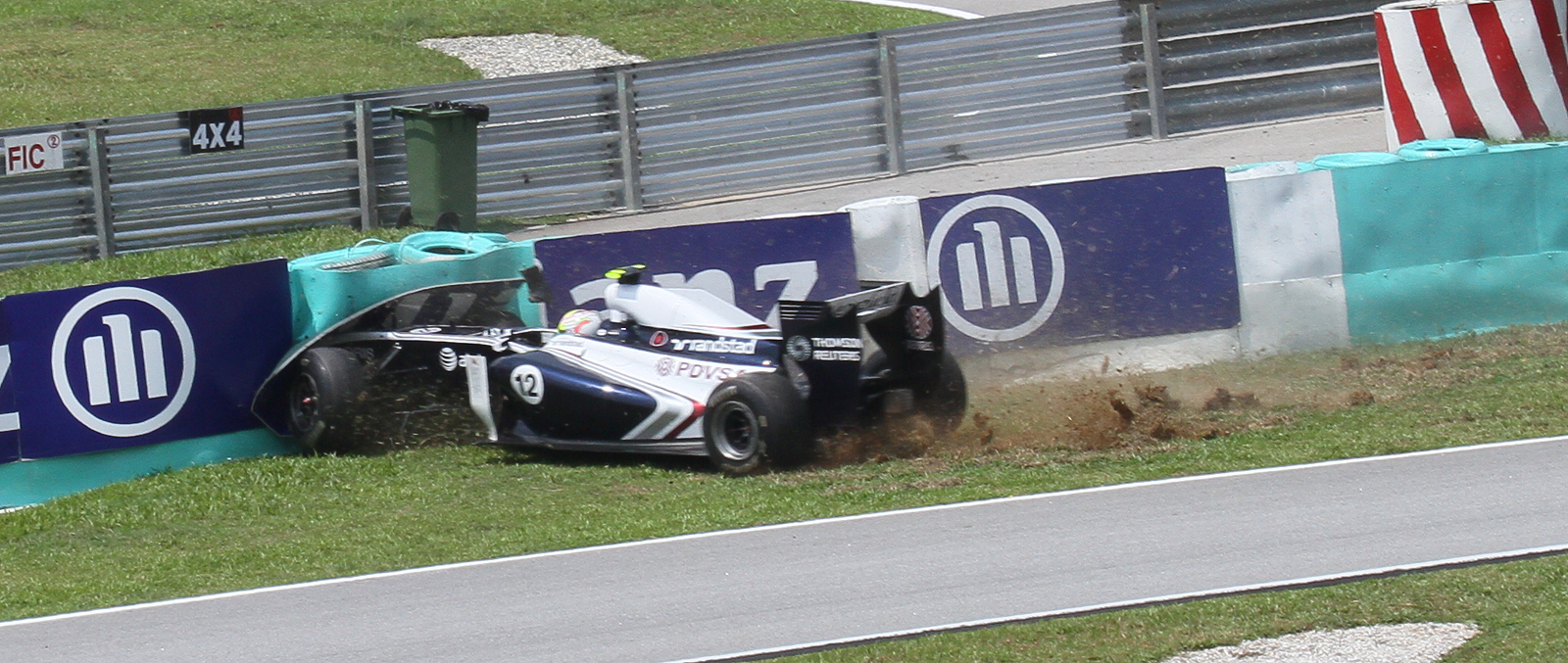
L'accident de Pastor Maldonado lors des essais libres du Grand Prix de Malaisie 2011.

La seconde séance d'essais libres débute sous la chaleur avec 32 °C dans l'air et 46 °C en piste, le taux d'humidité est descendu à 50 %. Dès l'ouverture de la séance, la plupart des pilotes s'élancent et Lewis Hamilton signe le premier temps de référence en 1 min 38 s 987. Il devance de huit dixièmes Michael Schumacher tandis que Jenson Button est troisième à plus d'une seconde.
Après un quart d'heure, aucune Lotus Renault GP n'est encore en mesure de s'élancer, à la suite des problèmes mécaniques rencontrés le matin. Jérôme d'Ambrosio est également privé de sa monoplace. Narain Karthikeyan, en panne le matin, reste à près de sept secondes du meilleur temps. Nico Rosberg signe le troisième temps à 13 millièmes de son équipier. Quelques instants plus tard, Pastor Maldonado, cinquième le matin, augmente la cadence en 1 min 38 s 968. Équipé de pneus tendres, Michael Schumacher réalise le meilleur temps en 1 min 38 s 088 pour devancer Jaime Alguersuari qui monte au deuxième rang, lui aussi en gommes tendres,,.
Sebastian Vettel chausse des pneus tendres à la mi-séance et pour son premier tour lancé, réalise 1 min 37 s 090, une seconde de moins que Schumacher. Mark Webber fait encore mieux en tournant en 1 min 36 s 876. Pastor Maldonado tape à basse vitesse le mur de pneus en partant en tête-à-queue alors qu'il rentrait aux stands, et termine donc sa séance. Vitantonio Liuzzi, après avoir rebondi sur un vibreur, se retrouve immobilisé sur le circuit. À quarante minutes de la fin, Renault, qui a identifié la cause des incidents du matin, envoie ses pilotes en piste pour six tours,,.
À une demi-heure de la fin de cette séance, seul Jérôme d'Ambrosio, victime d'un problème de suspension en matinée, n'a pas encore pris la piste, et ne tournera pas lors de cette session, sa Virgin MVR-02 n'étant pas encore réparée. Jenson Button échoue à cinq millièmes du meilleur temps de Mark Webber quand Michael Schumacher sort de la piste à haute vitesse, sans dommage,.
Mark Webber réalise, comme le matin, le meilleur temps des essais libres et devance Button, Hamilton, Vettel, Schumacher, Felipe Massa, Nico Rosberg, Nick Heidfeld, Fernando Alonso et Jaime Alguersuari.

### Troisième séance, le samedi de 13 h à 14 h
| Pos. | Pilote           | Voiture          | Chrono         | Écart     |
| ---- | ---------------- | ---------------- | -------------- | --------- |
| 1    | Lewis Hamilton   | McLaren-Mercedes | 1 min 36 s 340 |           |
| 2    | Mark Webber      | Red Bull-Renault | 1 min 36 s 630 | + 0 s 290 |
| 3    | Jenson Button    | McLaren-Mercedes | 1 min 36 s 762 | + 0 s 422 |
| 4    | Nick Heidfeld    | Renault          | 1 min 37 s 115 | + 0 s 775 |
| 5    | Sebastian Vettel | Red Bull-Renault | 1 min 37 s 175 | + 0 s 835 |
| 6    | Fernando Alonso  | Ferrari          | 1 min 37 s 284 | + 0 s 944 |

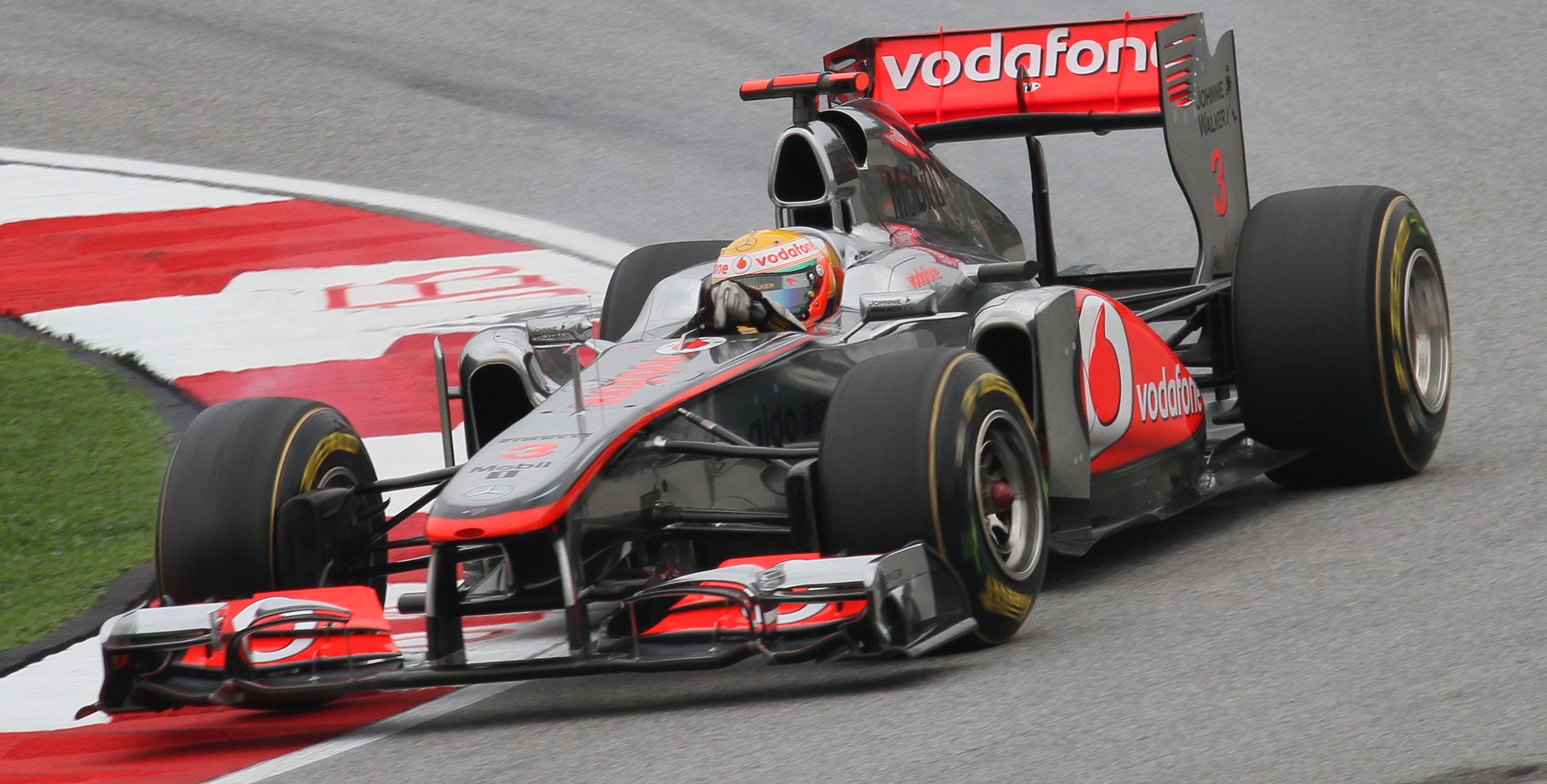
Lewis Hamilton signe le meilleur temps de cette séance d'essais.

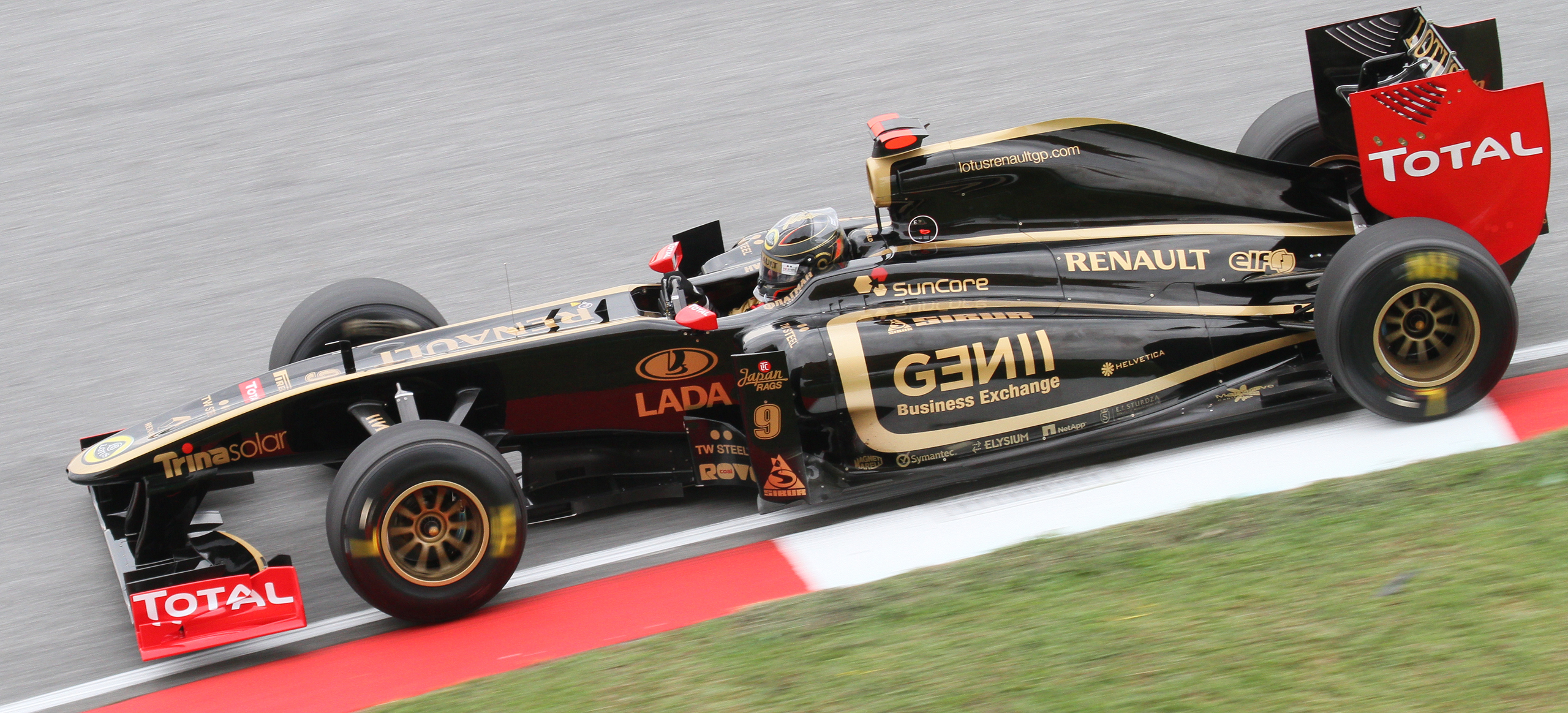
Nick Heidfeld se classe quatrième de cette séance d'essais.

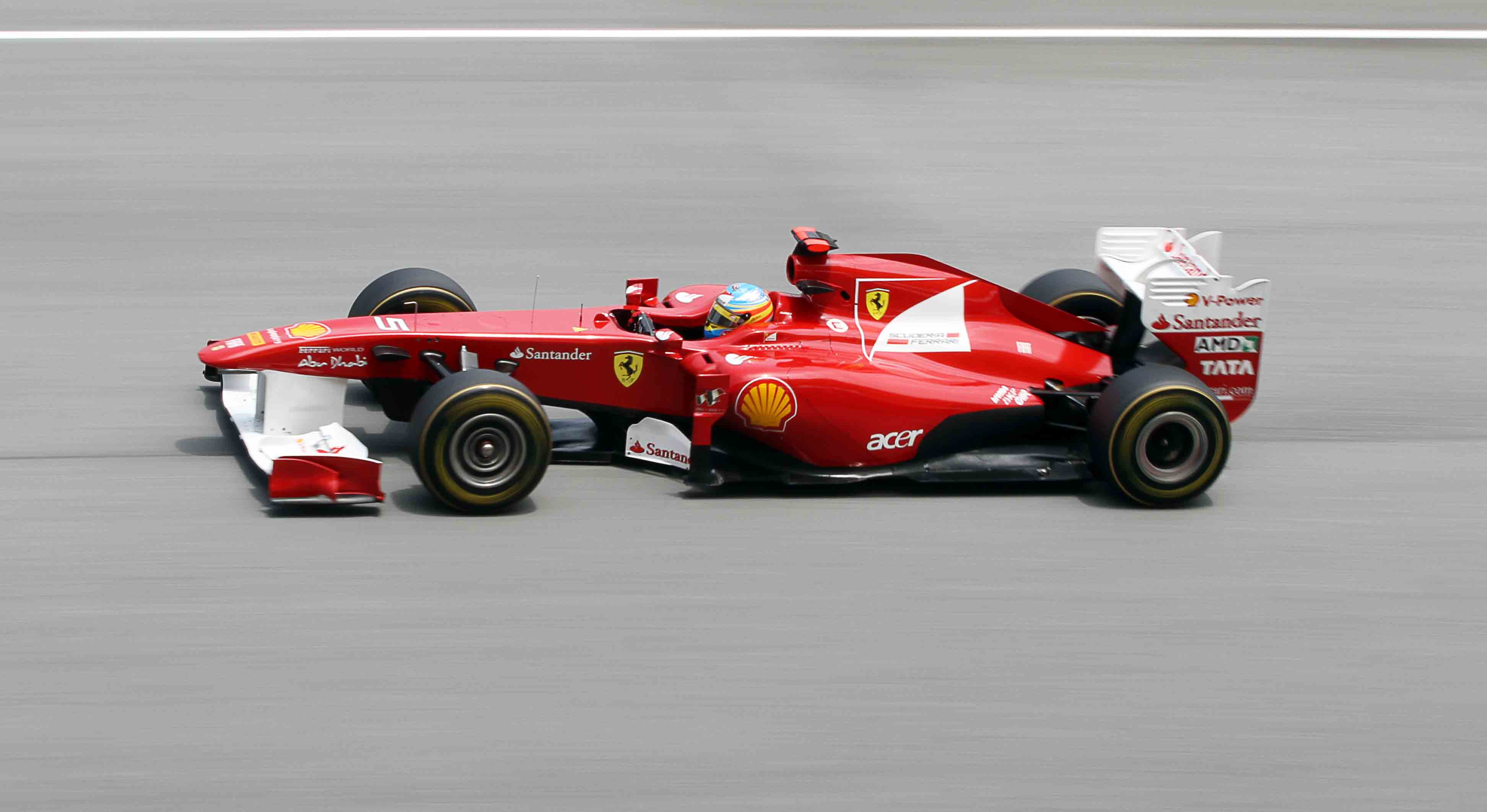
Fernando Alonso se classe sixième de cette séance d'essais.

La troisième séance d'essais libres débute sous une température de 28 °C dans l'air et 37 °C en piste, avec un taux d'humidité de 80 %. Le ciel est couvert mais il ne pleut pas. Tous les pilotes, hormis les pilotes HRT, effectuent un ou deux tours d'installation mais il faut attendre le premier quart d'heure de la séance pour que Vitaly Petrov, le premier, ne reprenne la piste. Jérôme d'Ambrosio et Jarno Trulli s'élancent à leur tour en piste, Petrov établissant un temps de 1 min 47 s 263, temps battu successivement par Trulli, Kovalainen, Petrov à nouveau (1 min 39 s 884), Hamilton (1 min 39 s 563), Heidfeld (1 min 39 s 426).
Lewis Hamilton prend ensuite le commandement de la séance en 1 min 38 s 940, temps battu par Felipe Massa, en pneus durs, alors qu'il reste près d'une demi-heure avant le drapeau à damier. Peu après, Jenson Button prend la tête en 1 min 38 s 464 avant de la céder à Sebastian Vettel (1 min 38 s 213). À la mi-séance, Fernando Alonso prend enfin la piste et réalise le sixième puis le quatrième temps et, lors de son troisième tour lancé, échoue à un dixième d'Hamilton. Paul di Resta part en tête-à-queue à deux reprises en trois tours, sans dommage. À l'arrière, Vitantonio Liuzzi n'a pas encore pris la piste alors qu'il ne reste que vingt minutes tandis que son coéquipier Narain Karthikeyan n'a parcouru que six tours, dont un seul lancé,.
À un quart d'heure de la fin, Vettel améliore de deux dixièmes (1 min 38 s 016) mais cède sa première place à Alonso, le premier pilote à chausser des pneus tendres. L'Espagnol signe un tour rapide en 1 min 37 s 284. La plupart des pilotes montent alors des pneus tendres en prévision de la séance de qualification de l'après-midi et peu après, Jenson Button prend le commandement de la session et en 1 min 36 s 805, améliore même le meilleur temps établi la veille. Il est toutefois battu à quatre minutes du terme par son équipier Lewis Hamilton 1 min 36 s 340,,.
Lewis Hamilton termine en tête de cette dernière séance d'essais libres devant Mark Webber, Jenson Button, Nick Heidfeld, Sebastian Vettel, Fernando Alonso, Vitaly Petrov, Felipe Massa, Kamui Kobayashi et Michael Schumacher,,.

## Séance de qualifications

### Résultats des qualifications
Les HRT, qui n'avaient pratiquement pas roulé avant le Grand Prix précédent, étaient les seules monoplaces du plateau à n'avoir pas pu se qualifier. Vitantonio Liuzzi et Narain Karthikeyan avaient en effet échoué au-delà de la limite des 107 % du meilleur temps de la session Q1. L'équipe espagnole ne s'inquiète pourtant pas pour la séance de qualification du Grand Prix de Malaisie. Colin Kolles, le patron de HRT, déclare : « Nous savons que la voiture a du potentiel et nous espérons pouvoir avoir toutes les nouveautés sur la voiture. Les 107 % ne devraient pas être un problème dans des circonstances normales. Le but est de faire le plus de tours possibles en essais libres pour nous préparer pour les qualifications et la course. ». Vitantonio Liuzzi croit également au potentiel de la HRT F111 : « Ce week-end, nous voulons bien faire en qualifications et finir la course pour confirmer les performances et la fiabilité de la voiture. Je suis très confiant et motivé pour cette course. Je suis certain que les choses seront très différentes de l'Australie et j'ai conscience de ce que nous devons faire. ».
L'écurie espagnole fait tout son possible pour améliorer les performances de ses monoplaces, notamment en les dotant d'un nouvel aileron avant. En Australie, les Hispania F111 étaient équipées d'une évolution de l'aileron avant de 2010. HRT a également conclu une entente avec Mercedes Grand Prix pour utiliser une de ses deux souffleries de Brackley, afin de tester le nouvel aileron avant.

#### Session Q1

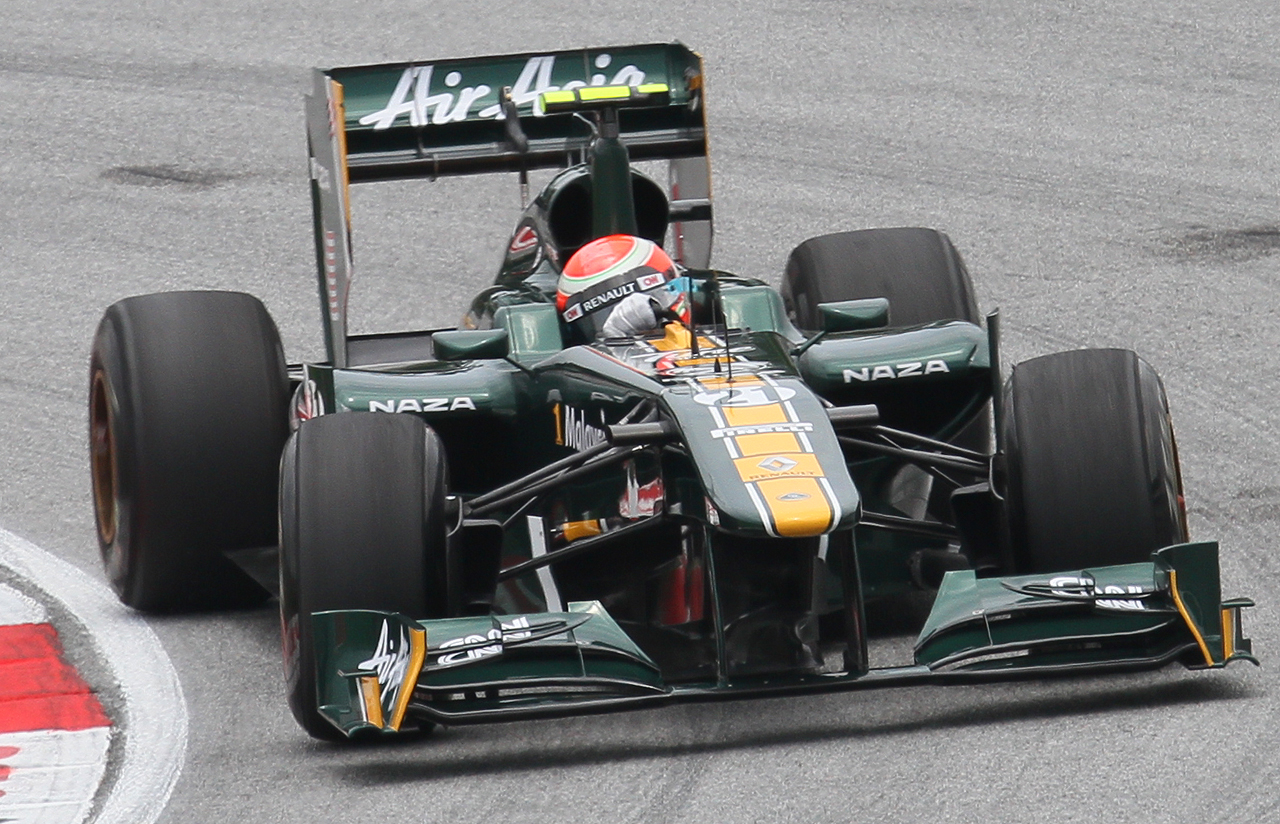
Jarno Trulli ne parvient pas à accéder à la session Q2 du Grand Prix de Malaisie 2011.

À l'entame de la séance, la température est de 30 °C dans l'air et 46 °C sur la piste tandis que l'humidité est passée sous les 70 %. Les pilotes s'élancent en piste dès le départ de la session et les pilotes des équipes les plus modestes chaussent des pneus tendres pour accroître leurs chances de se qualifier. Vitantonio Liuzzi signe le premier temps chronométré en 1 min 43 s 128, suivi par Jérôme d'Ambrosio sur sa Virgin. Plusieurs pilotes se relaient en tête du classement comme Paul di Resta qui tourne en 1 min 40 s 334 et Rubens Barrichello (1 min 40 s 157),.
Lewis Hamilton signe un temps de 1 min 37 s 466 et devance Sebastian Vettel, Jenson Button, Sébastien Buemi et Mark Webber. Jaime Alguersuari signe alors le troisième temps tandis que la monoplace de son coéquipier Buemi perd une énorme partie de son ponton gauche en carbone sur la piste, ce qui provoque l’interruption de la séance par drapeau rouge au bout de huit minutes.
Il ne reste que douze minutes lorsque la séance est relancée. Les deux monoplaces du Team Lotus prennent enfin la piste, de même que les Ferrari qui n'ont pas encore signé de temps. Felipe Massa prend la tête à six minutes du terme en 1 min 36 s 744 et devance Lewis Hamilton et Fernando Alonso, tous trois en pneus tendres. Dans la foulée, Nick Heidfeld et Vitaly Petrov placent leurs Lotus Renault GP dans les dix premiers, alors que tout le monde a repris la piste pour un dernier relais,.
Encore parmi les éliminés à deux minutes de la fin, Michael Schumacher et Nico Rosberg doivent chausser leurs pneus tendres pour parvenir à se qualifier. Sous le drapeau à damier, Rubens Barrichello arrache sa place en Q2. Si tous les pilotes sont qualifiés dans les 107 % pour le Grand Prix, Narain Karthikeyan, Vitantonio Liuzzi, Heikki Kovalainen, Jarno Trulli, Timo Glock, Jérôme d'Ambrosio et Pastor Maldonado n'intègrent pas la séance Q2,.

#### Session Q2

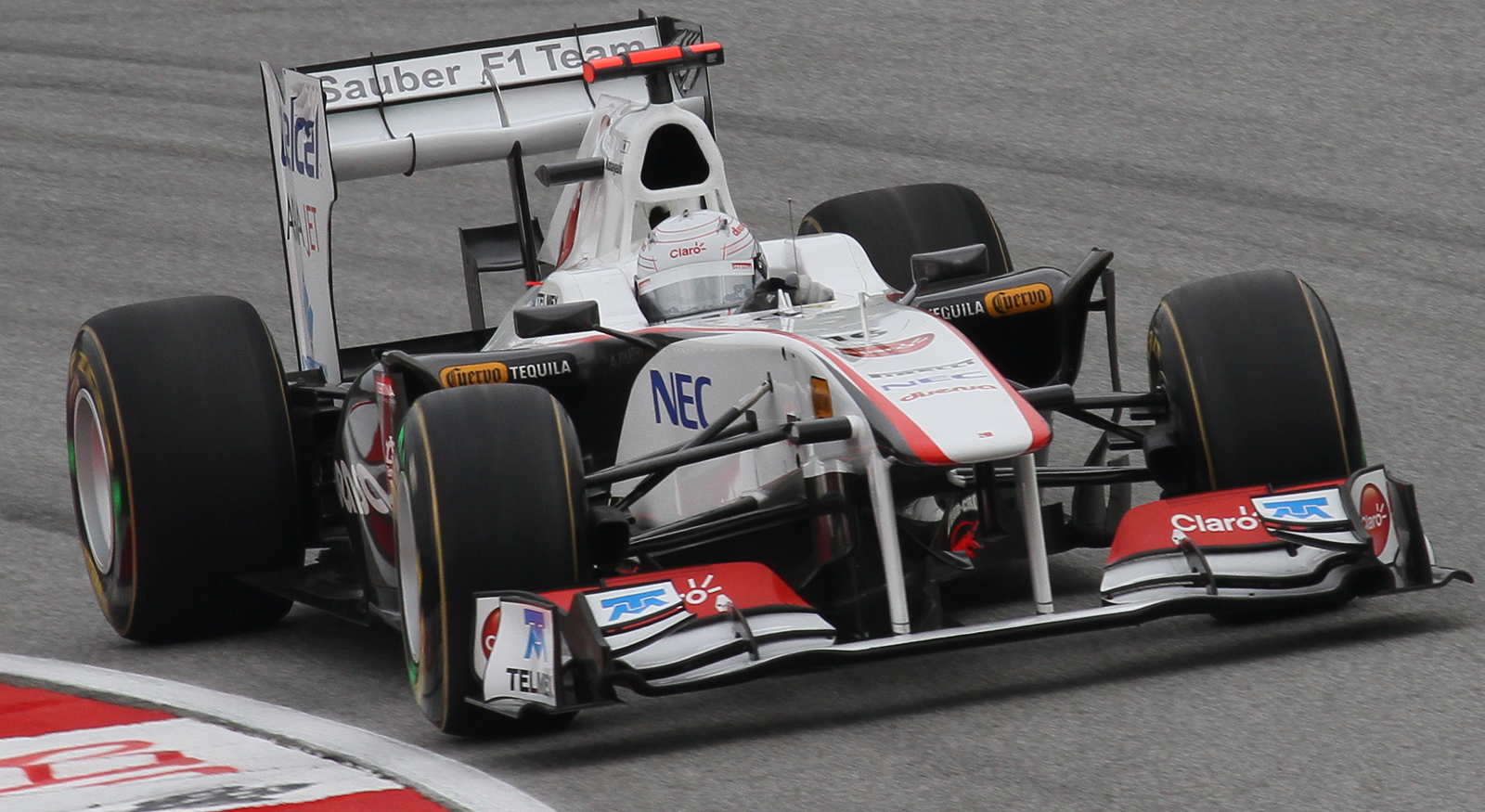
Kamui Kobayashi, sur Sauber C30, lors des qualifications du Grand Prix de Malaisie 2011.

Lewis Hamilton, Jaime Alguersuari et Sébastien Buemi sont les premiers en piste pour la session Q2. Buemi, chaussé en pneus tendres, signe le premier temps chronométré en 1 min 37 s 975. Mark Webber prend la tête du classement peu après en 1 min 36 s 080 puis est remplacé en haut de la hiérarchie par son coéquipier Sebastian Vettel en 1 min 35 s 934. Jenson Button réalise ensuite le meilleur temps de la Q2 en 1 min 35 s 569. Derrière, les Ferrari et les Mercedes Grand Prix prennent les places d'honneur, à plus d'une seconde et demie des leaders. Les deux Sauber sont neuvième et dixième alors que ni Vitaly Petrov ni Nick Heidfeld, sur Lotus Renault GP n'ont réalisé le moindre tour chronométré à cinq minutes du terme de la séance,.
Les deux pilotes Lotus Renault GP arrachent finalement leur passage en Q3 sur un seul tour lancé, ce qui repousse Lewis Hamilton dans la zone d'élimination. Le Britannique repart en pneus tendres et se place juste derrière Button, pendant qu'Alonso se bat avec sa monoplace pour améliorer sa performance,.
Alors que le drapeau à damier est agité, Kamui Kobayashi et Nico Rosberg entrent dans les dix premiers. Barrichello, Sutil, Di Resta, Pérez, Alguersuari, Buemi et Schumacher ne passent pas en Q3,.

#### Session Q3

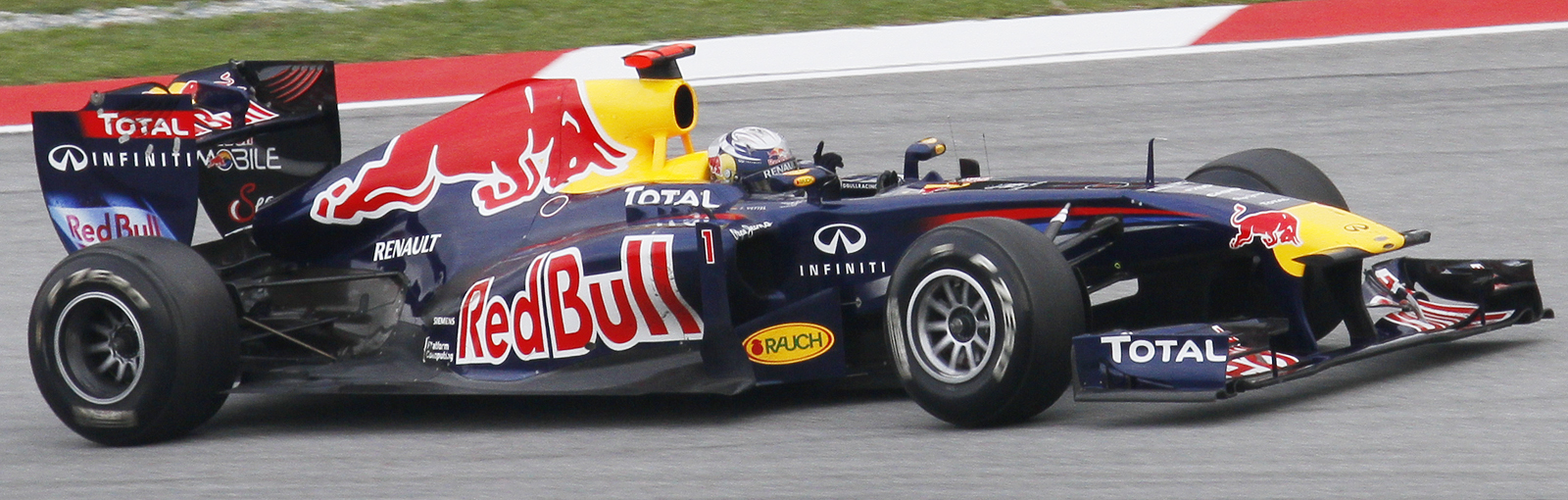
Sebastian Vettel signe la pole position du Grand Prix de Malaisie 2011.

Pour la dernière partie des qualifications, tous les pilotes ont chaussé des pneus tendres. Parmi les dix qualifiés, seuls quatre s'élancent pour deux tentatives sur deux tours lancés. Ainsi, Lewis Hamilton signe le premier meilleur temps en 1 min 35 s 000 et devance Vettel, Webber et Button,.
À deux minutes du drapeau à damier, les six concurrents qui ont décidé de n'effectuer qu'un seul tour rapide rejoignent sur la piste ceux qui effectuent leur seconde tentative. Fernando Alonso est le premier à s'élancer et prend la cinquième place. Webber n'améliore pas alors que Lewis Hamilton conforte son temps de référence. Button reste quatrième tandis que Vettel s'empare de la pole position pour un dixième seulement,.
Sebastian Vettel décroche la dix-septième pole position de sa carrière en 1 min 34 s 870 et devance Hamilton, Webber, Button, Alonso, Nick Heidfeld, Felipe Massa, Vitaly Petrov, Nico Rosberg et Kamui Kobayashi,.
Titulaire de la pole position, Sebastian Vettel demande que la position de la première place soit décalée sur la droite de la piste et non sur la gauche comme habituellement. Cette position, qui offre pourtant une meilleure approche du premier virage, est en effet susceptible d'être salie par les très nombreuses boules de gomme pneumatique laissées après les deux journées d'essais et de qualification. L'ensemble des pilotes et la FIA acceptent la requête,.

### Grille de départ du Grand Prix

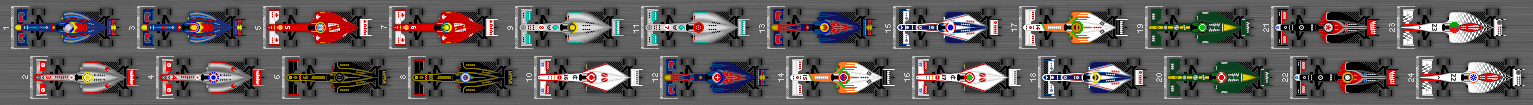
La grille de qualification du Grand Prix de Malaisie 2011 avec la pole position à droite à la suite de la requête des pilotes.

| Pos.                                                                                      | Pilote                  | Écurie               | Qualifications 1 | Qualifications 2 | Qualifications 3 |
| ----------------------------------------------------------------------------------------- | ----------------------- | -------------------- | ---------------- | ---------------- | ---------------- |
| 1                                                                                         | Sebastian Vettel SREC   | Red Bull-Renault     | 1 min 37 s 468   | 1 min 35 s 934   | 1 min 34 s 870   |
| 2                                                                                         | Lewis Hamilton SREC     | McLaren-Mercedes     | 1 min 36 s 861   | 1 min 35 s 852   | 1 min 34 s 974   |
| 3                                                                                         | Mark Webber SREC        | Red Bull-Renault     | 1 min 37 s 924   | 1 min 36 s 080   | 1 min 35 s 179   |
| 4                                                                                         | Jenson Button SREC      | McLaren-Mercedes     | 1 min 37 s 033   | 1 min 35 s 569   | 1 min 35 s 200   |
| 5                                                                                         | Fernando Alonso SREC    | Ferrari              | 1 min 36 s 897   | 1 min 36 s 320   | 1 min 35 s 802   |
| 6                                                                                         | Nick Heidfeld SREC      | Renault              | 1 min 37 s 224   | 1 min 36 s 811   | 1 min 36 s 124   |
| 7                                                                                         | Felipe Massa SREC       | Ferrari              | 1 min 36 s 744   | 1 min 36 s 557   | 1 min 36 s 251   |
| 8                                                                                         | Vitaly Petrov SREC      | Renault              | 1 min 37 s 210   | 1 min 36 s 642   | 1 min 36 s 324   |
| 9                                                                                         | Nico Rosberg SREC       | Mercedes             | 1 min 37 s 316   | 1 min 36 s 388   | 1 min 36 s 809   |
| 10                                                                                        | Kamui Kobayashi SREC    | Sauber-Ferrari       | 1 min 36 s 994   | 1 min 36 s 691   | 1 min 36 s 820   |
| 11                                                                                        | Michael Schumacher SREC | Mercedes             | 1 min 36 s 904   | 1 min 37 s 035   |                  |
| 12                                                                                        | Sébastien Buemi SREC    | Toro Rosso-Ferrari   | 1 min 37 s 693   | 1 min 37 s 160   |                  |
| 13                                                                                        | Jaime Alguersuari SREC  | Toro Rosso-Ferrari   | 1 min 37 s 677   | 1 min 37 s 347   |                  |
| 14                                                                                        | Paul di Resta SREC      | Force India-Mercedes | 1 min 38 s 045   | 1 min 37 s 370   |                  |
| 15                                                                                        | Rubens Barrichello SREC | Williams-Cosworth    | 1 min 38 s 163   | 1 min 37 s 496   |                  |
| 16                                                                                        | Sergio Pérez SREC       | Sauber-Ferrari       | 1 min 37 s 759   | 1 min 37 s 528   |                  |
| 17                                                                                        | Adrian Sutil SREC       | Force India-Mercedes | 1 min 37 s 693   | 1 min 37 s 593   |                  |
| 18                                                                                        | Pastor Maldonado SREC   | Williams-Cosworth    | 1 min 38 s 276   |                  |                  |
| 19                                                                                        | Heikki Kovalainen       | Lotus-Renault        | 1 min 38 s 645   |                  |                  |
| 20                                                                                        | Jarno Trulli            | Lotus-Renault        | 1 min 38 s 791   |                  |                  |
| 21                                                                                        | Timo Glock              | Virgin-Cosworth      | 1 min 40 s 648   |                  |                  |
| 22                                                                                        | Jérôme d'Ambrosio       | Virgin-Cosworth      | 1 min 41 s 001   |                  |                  |
| 23                                                                                        | Vitantonio Liuzzi       | HRT-Cosworth         | 1 min 41 s 549   |                  |                  |
| 24                                                                                        | Narain Karthikeyan      | HRT-Cosworth         | 1 min 42 s 574   |                  |                  |
| Temps minimal à réaliser pour la qualification : 1 min 43 s 516 (107 % de 1 min 36 s 744) |                         |                      |                  |                  |                  |

## Course

### Déroulement de l'épreuve

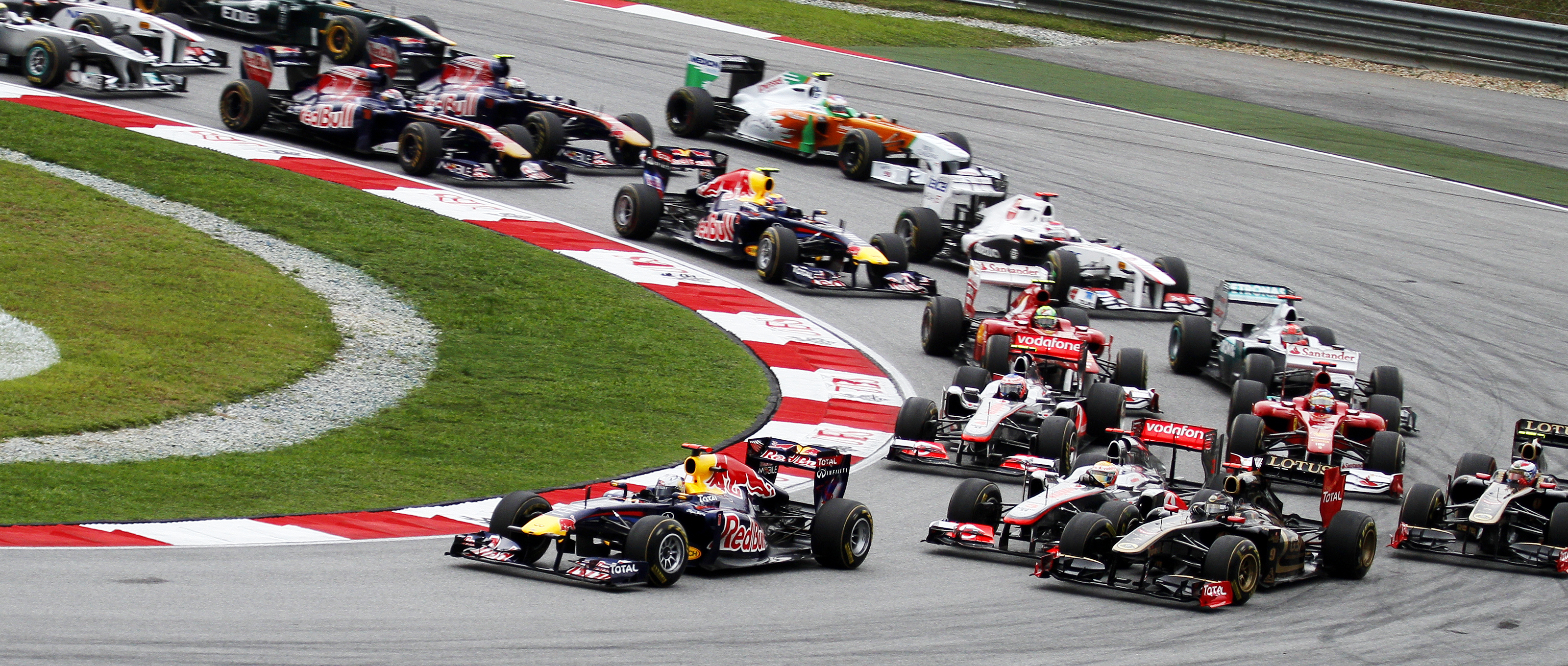
Au départ du Grand Prix, Nick Heidfeld se poste en seconde position derrière Sebastian Vettel.

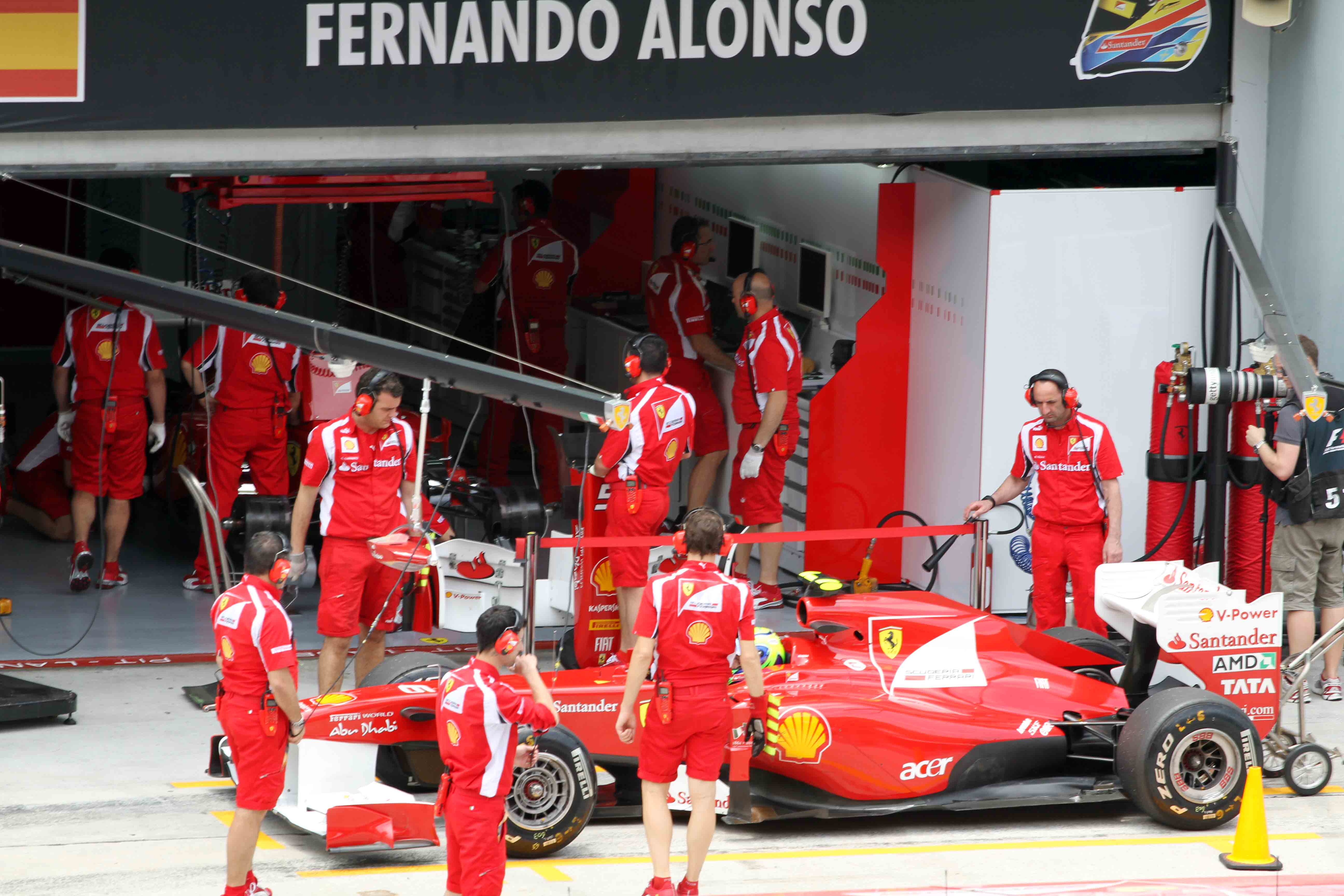
Felipe Massa dans la Ferrari 150° Italia dans les stands de Sepang.

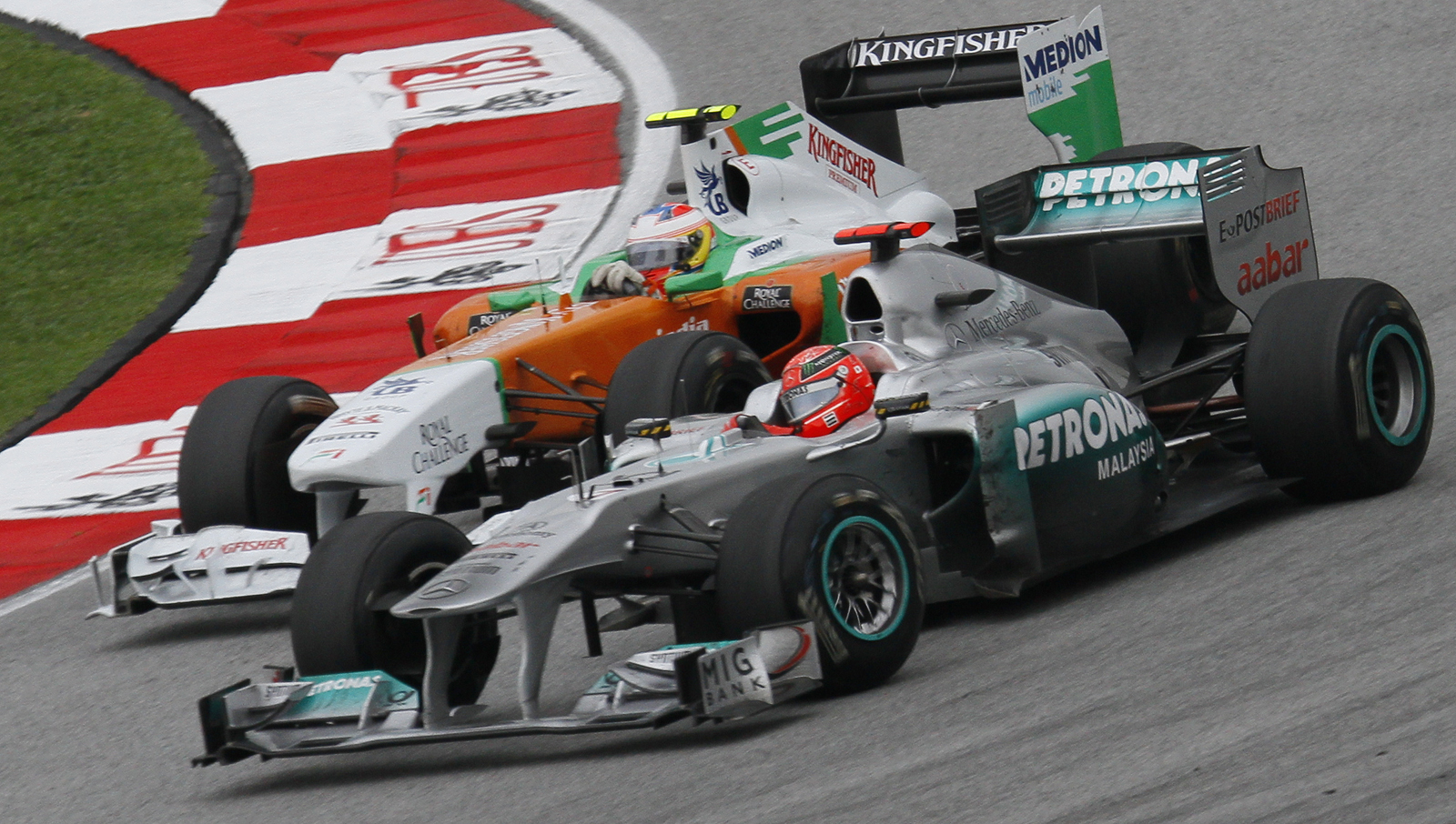
Michael Schumacher en lutte avec Adrian Sutil au Grand Prix de Malaisie 2011.

Emanuele Pirro – 37 départs en Grands Prix de Formule 1, 3 points inscrits entre 1989 et 1991 et quintuple vainqueur des 24 Heures du Mans (en 2000, 2001, 2002, 2006 et 2007) – a été nommé conseiller par la FIA pour aider dans son jugement le groupe des commissaires de course lors de ce Grand Prix. Il a déjà officié à ce poste lors du Grand Prix d'Abou Dabi 2010.
Lors de la mise en grille, la température est de 28 °C dans l'air et de 31 °C sur la piste, avec une annonce de pluie probable au cours de l'épreuve. Sebastian Vettel et Lewis Hamilton sont en première ligne, juste devant leurs équipiers, eux-mêmes précédant Fernando Alonso et Nick Heidfeld. À l'extinction des feux, Vettel s'engouffre en tête dans le premier virage tandis qu'Heidfeld prend la deuxième place devant Hamilton, Jenson Button, Vitaly Petrov, Felipe Massa, Fernando Alonso, Michael Schumacher, Mark Webber et le reste du peloton,. Mark Webber prend un très mauvais envol car son système SREC n'a pas fonctionné, ce qui a provoqué sa chute au classement.
Au troisième passage, Sebastian Vettel compte trois secondes d'avance sur Heidfeld, quatre sur Hamilton, six sur Button, sept sur Petrov et Massa, huit sur Alonso, dix sur Schumacher, onze sur Kobayashi et douze sur Webber. Rubens Barrichello rentre à son stand changer ses pneus à la suite d'une crevaison à l'arrière dans un accrochage tandis que Massa dépasse Petrov,,.
Dans le quatrième tour, Felipe Massa utilise son aileron arrière ajustable pour dépasser Vitaly Petrov au freinage du premier virage, pour le gain de la sixième place. En tentant de récupérer sa position au tour suivant, le pilote russe commet une erreur, laisse passer Fernando Alonso, et tombe sous la pression de Michael Schumacher.
Au sixième passage, Vettel est toujours en tête devant Heidfeld, Hamilton, Button, Massa, Alonso, Petrov, Schumacher, Webber, Kamui Kobayashi et Jaime Alguersuari. Webber lutte âprement contre Kobayashi pour le gain de la neuvième place : ils échangent à plusieurs reprises leurs positions, puis le Japonais prend l'avantage. Sebastian Vettel porte son avance à cinq secondes sur Nick Heidfeld au huitième tour, Lewis Hamilton suivant le pilote Lotus Renault à moins de six dixièmes de seconde.
Webber choisit alors de changer ses pneus au dixième tour. Paul di Resta l'imite au tour suivant et Hamilton, qui ne parvient pas à doubler Heidfeld, choisit de rentrer au douzième tour, alors que la pluie fait son apparition à l'autre bout du circuit. Malgré la menace de la pluie, aucun pilote ne tente un coup de poker en chaussant des pneus intermédiaires. Vettel rentre au treizième tour chausser de nouveaux pneus tendres pour piste sèche, imité par Heidfeld, Button, Massa et Trulli qui choisissent la même option. Schumacher change ses pneus au quatorzième tour et opte également pour des pneus pour piste sèche alors qu'il pleut légèrement sur le circuit. Petrov, Nico Rosberg et Heikki Kovalainen s'arrêtent au quinzième tour, Alguersuari et Adrian Sutil au seizième, Kobayashi, Sergio Pérez, Timo Glock et Jérôme d'Ambrosio au tour suivant. Au dix-huitième tour, alors que la pluie continue de tomber légèrement et que tous les pilotes ont opté pour des pneus secs, Vettel devance Hamilton, Alonso, Button, Heidfeld, Webber, Massa, Petrov, Di Resta, Schumacher, Kobayashi et Buemi (pénalisé d'un stop-and-go de dix secondes pour vitesse excessive dans la voie des stands),,.
Felipe Massa prend l'avantage sur Mark Webber au vingt-et-unième tour, profitant de soucis de pneumatiques de son rival. Rubens Barrichello abandonne au vingt-deuxième tour sur panne hydraulique et Sergio Pérez renonce au tour suivant : Jaime Alguersuari a roulé sur un débris que l'on pense être, à tort, un lest échappé de la voiture de Sébastien Buemi qui a frappé le châssis de Pérez, pulvérisé son boîtier électronique et s'est arrêté juste à côté de son baquet. Le pilote mexicain devra utiliser un nouveau châssis au prochain Grand Prix de Chine.

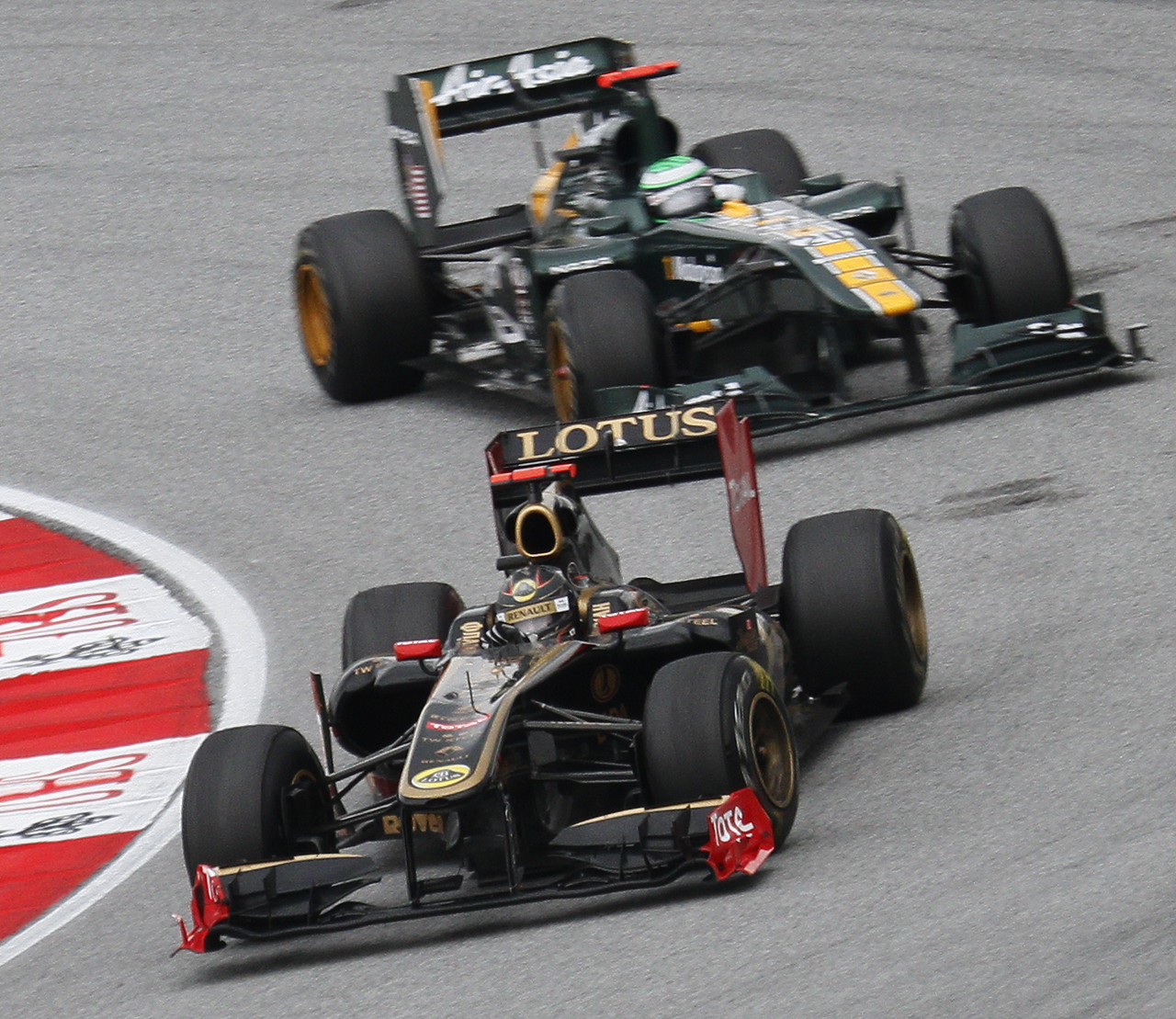
Nick Heidfeld précédant Heikki Kovalainen au Grand Prix de Malaisie 2011.

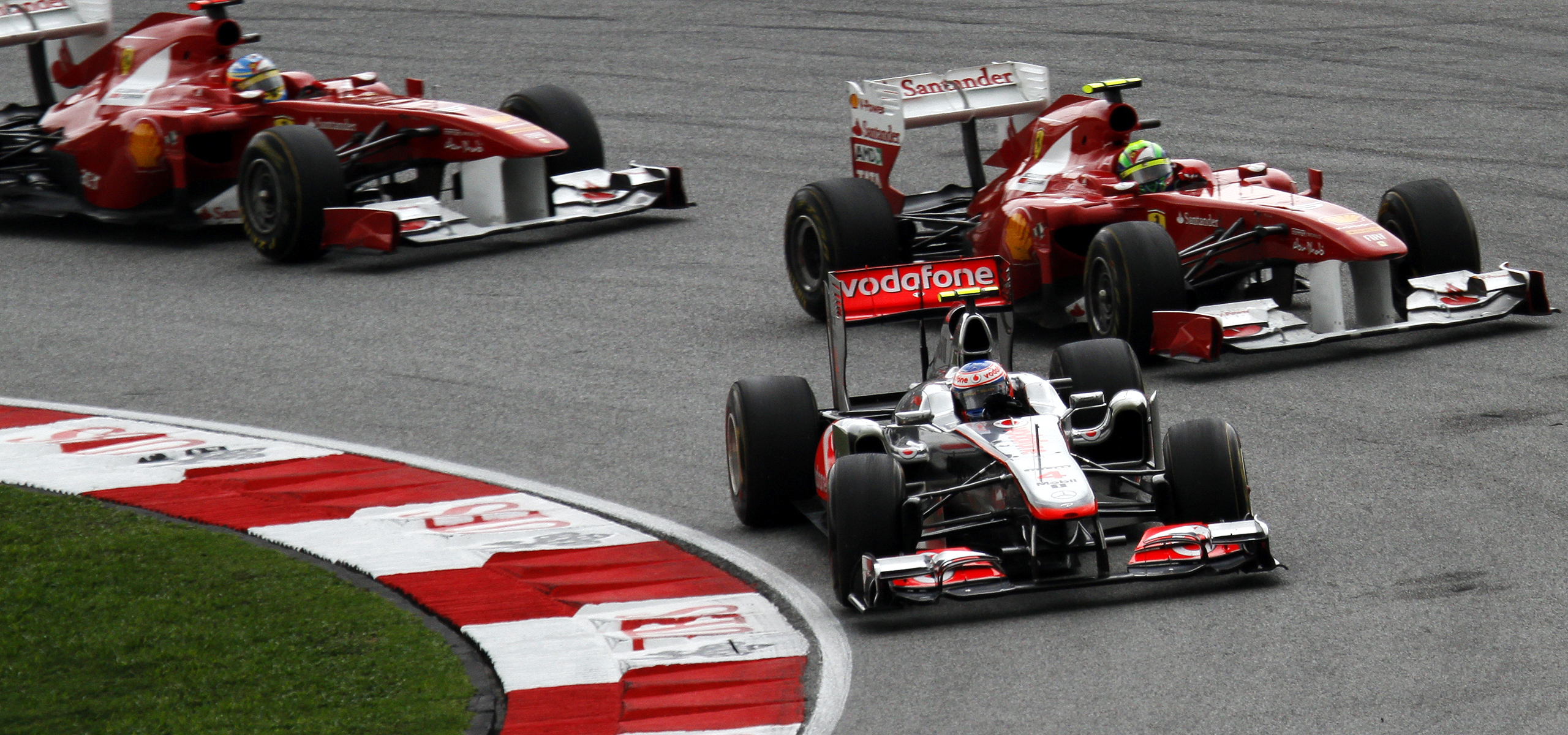
Jenson Button en lutte avec Felipe Massa et Fernando Alonso au Grand Prix de Malaisie 2011.

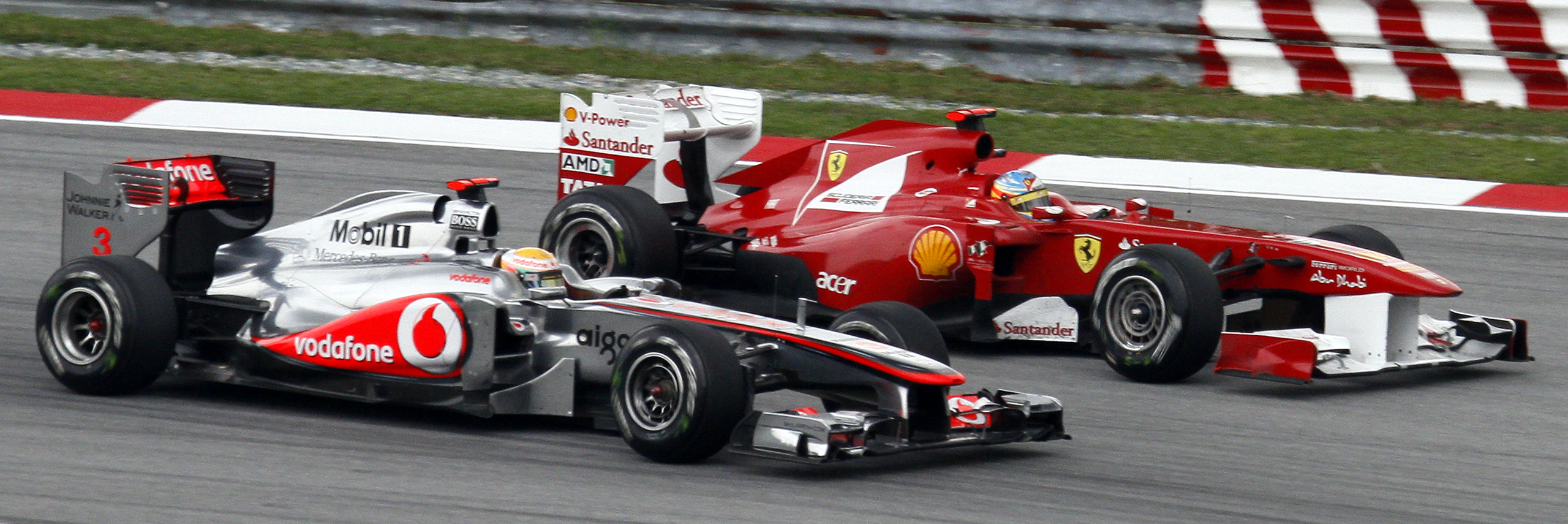
Fernando Alonso en lutte avec Lewis Hamilton au Grand Prix de Malaisie 2011.

Entre-temps, la pluie cesse et Mark Webber change de pneus au vingt-deuxième tour, imité par Button au vingt-troisième tour, Hamilton et di Resta au vingt-quatrième, Vettel au vingt-cinquième, Alonso et Heidfeld au vingt-sixième, Massa et Petrov au vingt-septième et Schumacher au vingt-huitième.
Au vingt-neuvième passage, Sebastian Vettel, en délicatesse avec son SREC reçoit la consigne de ne plus l'actionner jusqu'à la fin de l‘épreuve. Il précède alors Hamilton, Button, Alonso, Webber, Heidfeld, Massa, Kobayashi, Schumacher, Petrov et di Resta. Mark Webber est à nouveau le premier des concurrents à changer ses pneus, pour la troisième fois, au trente-deuxième tour. Alguersuari, Sutil et Buemi, Kobayashi, d'Ambrosio, Hamilton, Button, Heidfeld, Vettel, Rosberg font de même dans les tours suivants. Lors des changements des pneumatiques de la monoplace de Lewis Hamilton, les mécaniciens perdent plus de trois secondes et le Britannique perd sa deuxième place en course au profit de son coéquipier Jenson Button,,.
Au quarante-troisième tour, alors que Michael Schumacher, victime d'une sortie de piste, rentre au stand pour effectuer son troisième changement de pneumatiques, Webber change ses pneus pour la quatrième et dernière fois. Au quarante-quatrième passage, Vettel devance Button de neuf secondes, Hamilton et Alonso de 16 s, Heidfeld de 27 s et Massa de 29 s. Fernando Alonso, qui est dans les échappements d'Hamilton, tente à plusieurs reprises de le dépasser mais ses tentatives sont compromises par une défaillance de l’ailette mobile de son aileron arrière. Alonso porte alors une attaque sur son rival et casse son aileron avant contre la roue arrière droite de la McLaren : l'Espagnol doit rentrer changer son aileron et reprend la piste en septième position,,.
Mark Webber, remonté sur les talons de Felipe Massa, l'attaque pour le gain de la cinquième place et, grâce à des pneus plus frais, prend l'avantage au quarante-neuvième tour. Hamilton, en difficulté avec des pneus qui se dégradent excessivement et dont la monoplace est déséquilibrée à la suite de son contact avec Alonso, est doublé par Heidfeld au cinquante-et-unième tour. Hamilton choisit alors de changer ses pneus au tour suivant. Quelques minutes plus tard, Vitaly Petrov fait une légère sortie de piste et, maintenant son accélération, escalade violemment un vibreur qui fait décoller sa monoplace de plus de cinquante centimètres. Lorsque la Renault retombe sur la piste, la colonne de direction se brise et Petrov abandonne à quelques tours du terme. Mark Webber attaque Nick Heidfeld pour lui ravir sa troisième place mais ne peut pas utiliser son SREC, en panne depuis le début de l'épreuve,,.
Sebastian Vettel remporte sa deuxième victoire de la saison et conforte sa première place au championnat. Jenson Button termine second devant Nick Heidfeld, Mark Webber, Felipe Massa, Fernando Alonso, Lewis Hamilton, Kamui Kobayashi, Michael Schumacher et Paul di Resta, qui inscrit un nouveau point pour son second Grand Prix.
Peu après la course, les commissaires de la FIA infligent une pénalité de vingt secondes à Lewis Hamilton et Fernando Alonso à la suite de leur accrochage. Ils estiment qu'Hamilton a fait trop de mouvements en piste pour empêcher le dépassement et qu'Alonso est également responsable d'avoir percuté son rival. Hamilton perd sa septième place et se classe huitième. Kamui Kobayashi et Sauber récupèrent ainsi deux points de plus,,.

### Classement de la course

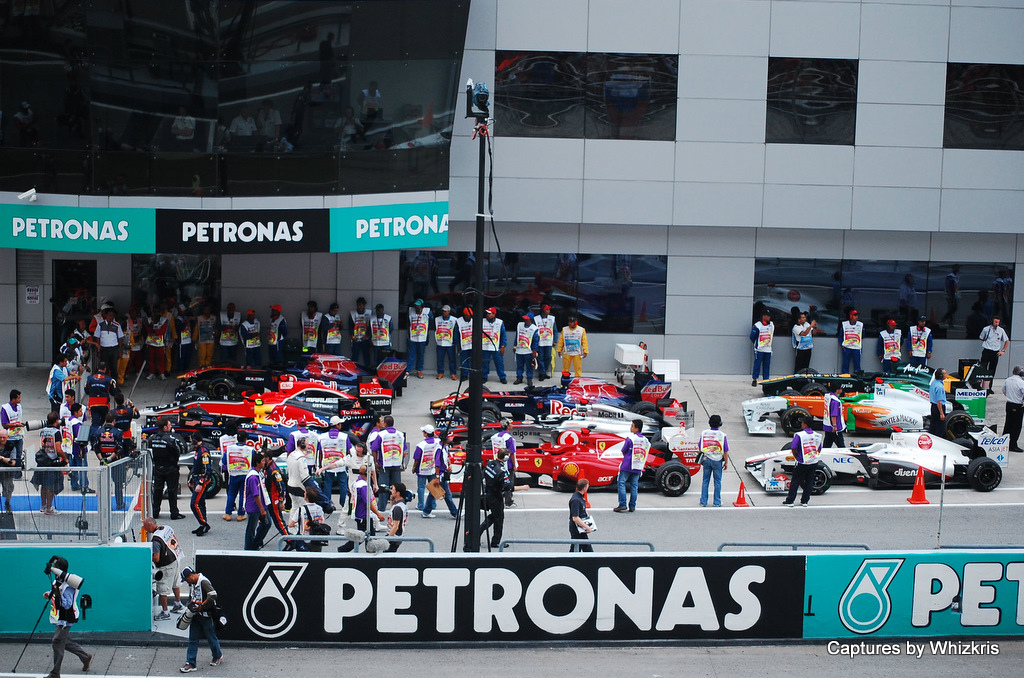
À l'issue de la course, les monoplaces se rangent sous le podium.

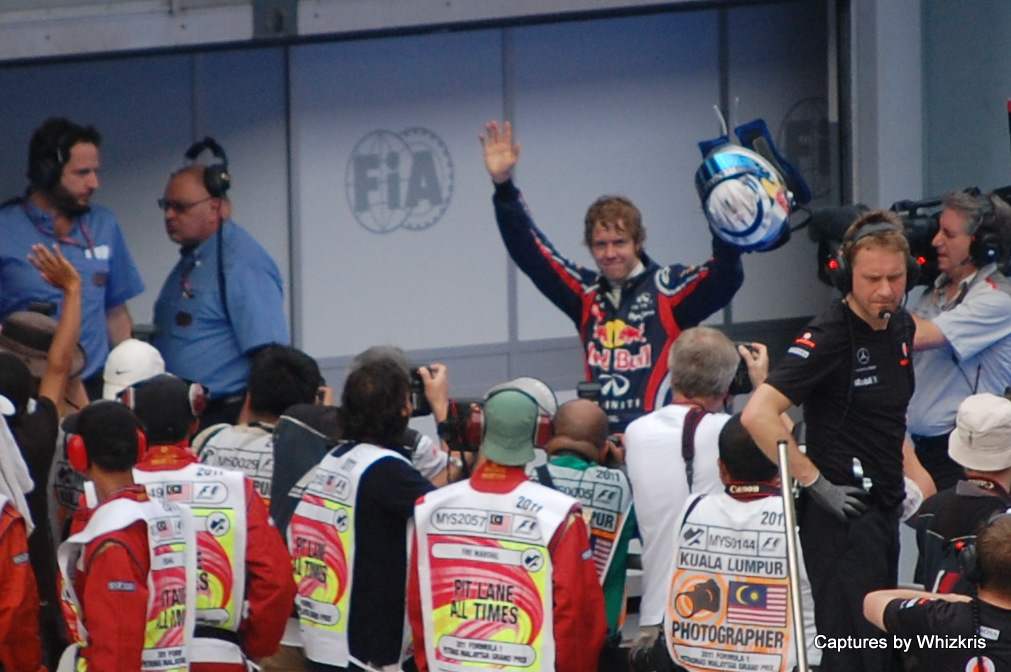
Sebastian Vettel, à l'issue de la course.

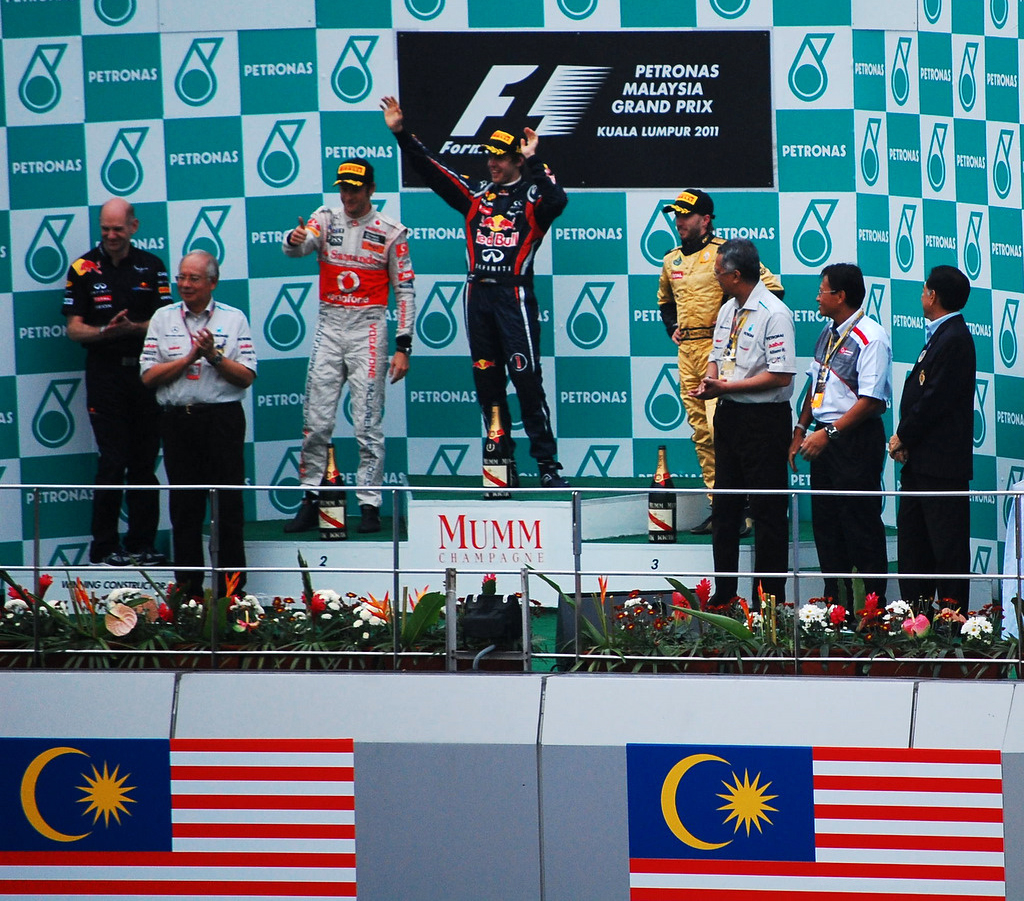
Le podium du Grand Prix.

| Pos. | no | Pilote                  | Écurie               | Tours | Temps/Abandon                            | Grille | Points |
| ---- | -- | ----------------------- | -------------------- | ----- | ---------------------------------------- | ------ | ------ |
| 1    | 1  | Sebastian Vettel SREC   | Red Bull-Renault     | 56    | 1 heure 37 min 39 s 832 (190,700 km/h)   | 1      | 25     |
| 2    | 4  | Jenson Button SREC      | McLaren-Mercedes     | 56    | + 3 s 261                                | 4      | 18     |
| 3    | 9  | Nick Heidfeld SREC      | Renault              | 56    | + 25 s 075                               | 6      | 15     |
| 4    | 2  | Mark Webber SREC        | Red Bull-Renault     | 56    | + 26 s 384                               | 3      | 12     |
| 5    | 6  | Felipe Massa SREC       | Ferrari              | 56    | + 36 s 958                               | 7      | 10     |
| 6    | 5  | Fernando Alonso SREC    | Ferrari              | 56    | + 57 s 248 (dont 20 s de pénalité)       | 5      | 8      |
| 7    | 16 | Kamui Kobayashi SREC    | Sauber-Ferrari       | 56    | + 1 min 06 s 439                         | 10     | 6      |
| 8    | 3  | Lewis Hamilton SREC     | McLaren-Mercedes     | 56    | + 1 min 09 s 957 (dont 20 s de pénalité) | 2      | 4      |
| 9    | 7  | Michael Schumacher SREC | Mercedes             | 56    | + 1 min 24 s 896                         | 11     | 2      |
| 10   | 15 | Paul di Resta SREC      | Force India-Mercedes | 56    | + 1 min 31 s 563                         | 14     | 1      |
| 11   | 14 | Adrian Sutil SREC       | Force India-Mercedes | 56    | + 1 min 41 s 379                         | 17     |        |
| 12   | 8  | Nico Rosberg SREC       | Mercedes             | 55    | + 1 tour                                 | 9      |        |
| 13   | 18 | Sébastien Buemi SREC    | Toro Rosso-Ferrari   | 55    | + 1 tour                                 | 12     |        |
| 14   | 19 | Jaime Alguersuari SREC  | Toro Rosso-Ferrari   | 55    | + 1 tour                                 | 13     |        |
| 15   | 20 | Heikki Kovalainen       | Lotus-Renault        | 55    | + 1 tour                                 | 19     |        |
| 16   | 24 | Timo Glock              | Virgin-Cosworth      | 54    | + 2 tours                                | 21     |        |
| 17   | 10 | Vitaly Petrov SREC      | Renault              | 52    | Accident                                 | 8      |        |
| Abd. | 23 | Vitantonio Liuzzi       | HRT-Cosworth         | 46    | Aileron arrière                          | 23     |        |
| Abd. | 25 | Jérôme d'Ambrosio       | Virgin-Cosworth      | 42    | Panne électronique                       | 22     |        |
| Abd. | 21 | Jarno Trulli            | Lotus-Renault        | 31    | Embrayage                                | 20     |        |
| Abd. | 17 | Sergio Pérez SREC       | Sauber-Ferrari       | 23    | Panne électrique                         | 16     |        |
| Abd. | 11 | Rubens Barrichello SREC | Williams-Cosworth    | 22    | Panne hydraulique                        | 15     |        |
| Abd. | 22 | Narain Karthikeyan      | HRT-Cosworth         | 14    | Surchauffe                               | 24     |        |
| Abd. | 12 | Pastor Maldonado SREC   | Williams-Cosworth    | 8     | Moteur                                   | 18     |        |

- Vitaly Petrov, victime d'un accident dans le cinquante-troisième tour, est classé car il a disputé plus de 90 % de la distance de l'épreuve.

### Pole position et record du tour
- Pole position :  Sebastian Vettel (Red Bull-Renault) en 1 min 34 s 870 (210,338 km/h)[58],[59].
- Meilleur tour en course :  Mark Webber (Red Bull-Renault) en 1 min 40 s 571 (198,415 km/h) au quarante-sixième tour[60],[61],[62].

### Tours en tête
Parti de la pole position, Sebastian Vettel mène la course jusqu'à son premier arrêt au stand. Fernando Alonso prend alors le commandement de l'épreuve pendant un tour avant de rentrer à son tour au stand. Vettel reprend la tête jusqu'à son second passage par les stands, où à nouveau Alonso le relaie en tête pour un seul tour. Vettel reprend ensuite la tête de la course jusqu'au drapeau à damier,.
- Sebastian Vettel : 54 tours (1-13 / 15-25 / 27-56)
- Fernando Alonso : 2 tours (14 / 26)

## Après-course

### Écuries sur le podium

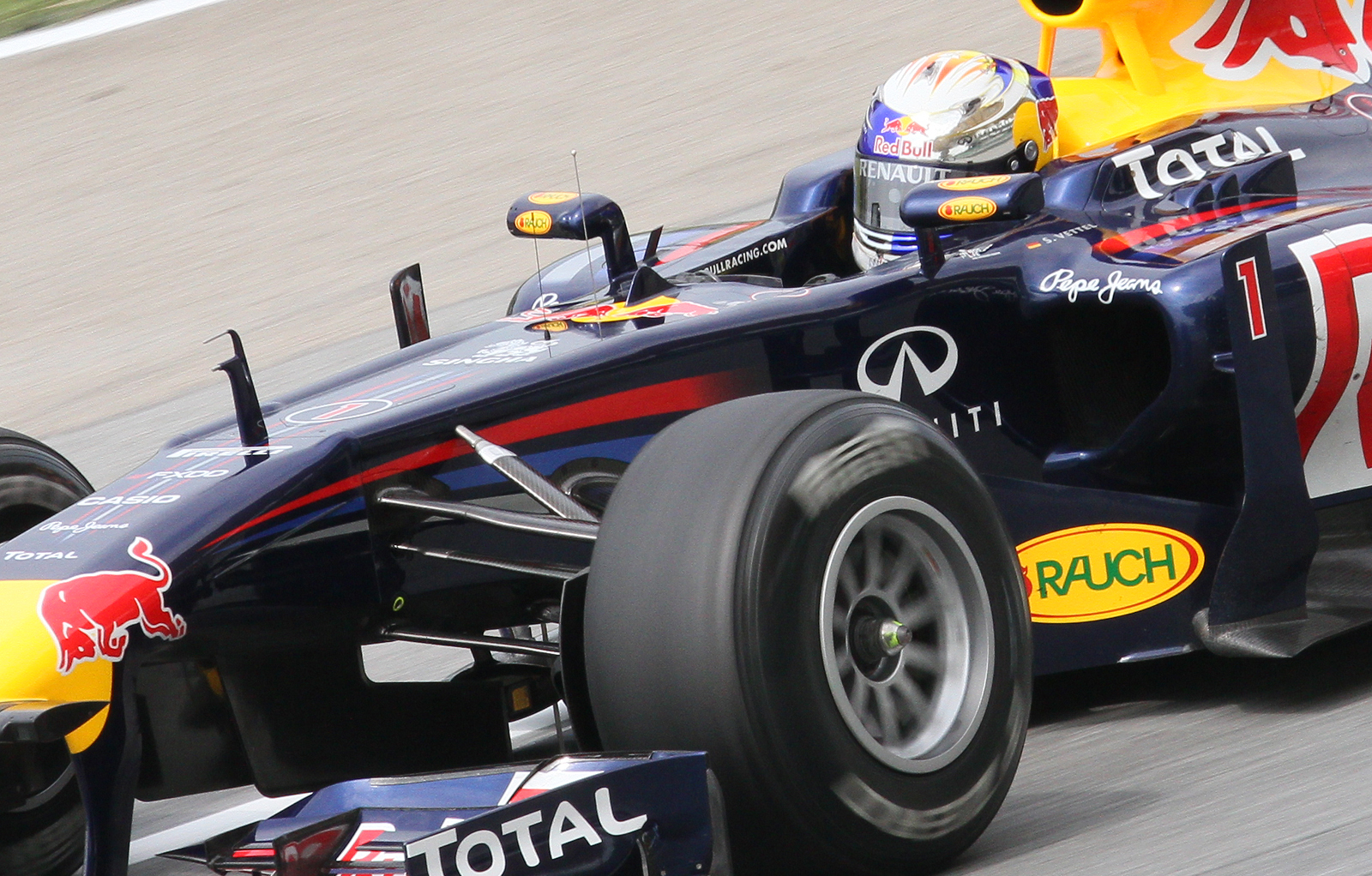
Les Red Bull Racing se classent première et quatrième de la course.

Sebastian Vettel creuse l'écart au championnat après sa victoire avec 24 points d'avance sur le deuxième, Jenson Button, soit presque autant qu'une victoire (25 points). Il déclare : « Le départ a été crucial, je pensais avoir pris un bon départ mais après j'ai vu Lewis juste derrière moi, j'ai été surpris dans le premier virage : tout d'un coup j'ai vu quelque chose de noir dans mes rétroviseurs, je savais que c'était une Lotus. [...] Dans le premier relais j'ai pu creuser l'écart. [...] Ce n'était pas une course facile mais dans la dernière partie, Lewis a eu un problème et il s'est retrouvé derrière Jenson. » Son coéquipier a encore du composer avec des soucis de SREC qui l'ont fait chuter de la troisième à la neuvième place. Sa stratégie de course à quatre arrêts associée aux difficultés de Lewis Hamilton et Fernando Alonso lui a permis de remonter à la quatrième place. « C'était une course difficile, je n'ai pas pris un bon départ et nous avons eu un problème de KERS donc j'étais en difficulté dans le premier tour. Dans les trois ou quatre premiers tours, je tentais de doubler des voitures mais elles revenaient sur moi en ligne droite, c'était dur de creuser l'écart sans le KERS. Je suis remonté grâce à une bonne stratégie et je marque quand même quelques points. »

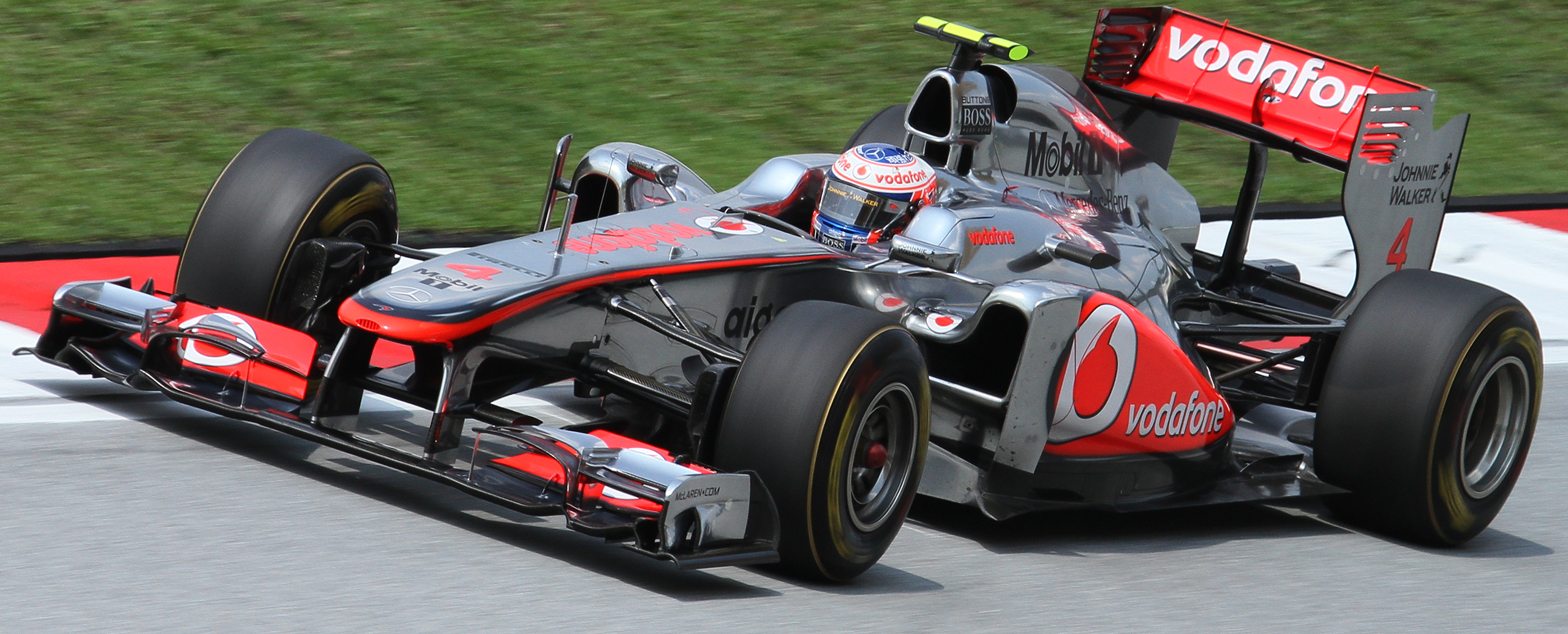
Les McLaren Racing se classent deuxième et huitième de la course.

Jenson Button, quatrième en début de course, a doublé Nick Heidfeld lors des arrêts aux stands mais Fernando Alonso est passé devant lui. Il a repris l'avantage sur le pilote Ferrari à l'occasion des changements de pneus et profité d'un problème de Lewis Hamilton à un arrêt pour récupérer la deuxième place. Button a haussé son rythme en enlevant des appuis à chaque arrêt au stand pour préserver ses pneus. « C'était un week-end extrêmement encourageant pour nous, c'est très satisfaisant de marquer beaucoup de points. [...] La course a consisté en une gestion des pneus. En arrivant sur la grille, j'ai volontairement ajouté beaucoup d'appui sur l'aileron avant, ce qui était une erreur, mon équilibre n'était pas bon. À chaque arrêt, j'ai enlevé de [l'appui sur] l'aileron et mon rythme de course s'est amélioré. » Lewis Hamilton a souffert avec sa gestion des pneus et a été pénalisé pour avoir trop résisté à Fernando Alonso. Il est finalement classé au huitième rang et déclare : « C'était une mauvaise journée, ce n'est jamais satisfaisant de partir deuxième et de finir septième, mais c'est la course. [...] Durant la course, mes pneus se sont dégradés, je me suis arrêté plus tôt qu'il ne l'aurait fallu et je manquais de pneus à la fin. J'espérais finir la course avec des durs rodés mais ils ne tenaient pas donc nous avons dû faire un arrêt de plus en fin de course. [...] Beaucoup de facteurs ont rendu cet après-midi difficile : le temps perdu à l'arrêt, être menacé par des voitures quand je tentais d'économiser des pneus et être percuté par Fernando. Je pense qu'il était trop proche et quand il a accéléré, il m'a percuté. Je ne sais pas combien d'appui cela m'a enlevé. »

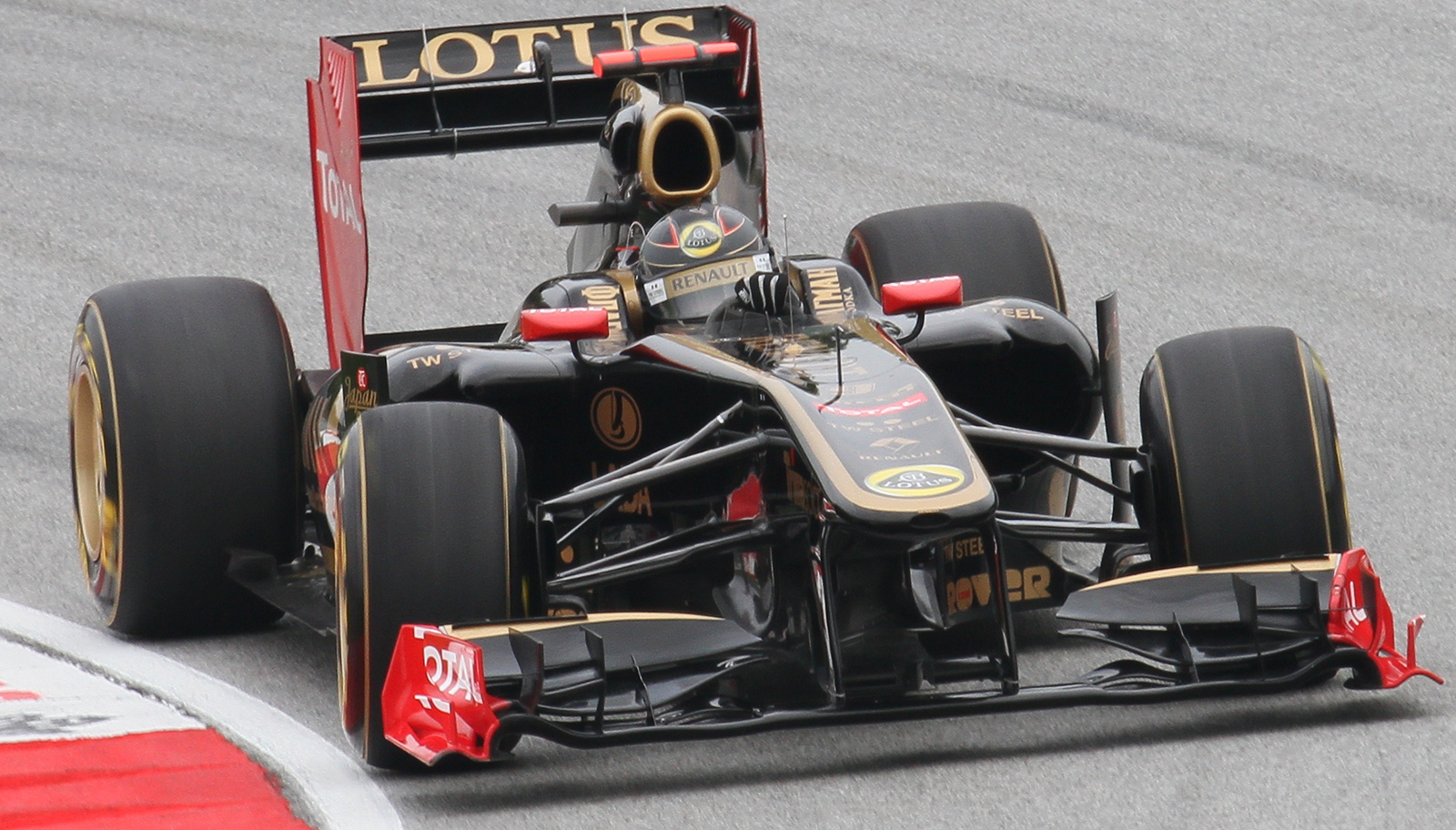
Nick Heidfeld est le seul pilote Lotus Renault GP à l'arrivée.

Nick Heidfeld a pris un excellent départ en passant de la sixième à la deuxième place. Tombé au cinquième rang après les premiers arrêts et même au sixième après la deuxième salve, il a profité de la stratégie à quatre arrêts de Mark Webber et de l'accrochage entre Fernando Alonso et Lewis Hamilton pour remonter à la troisième place. « J'ai pris un excellent départ comme en Australie et je ne m'attendais pas à gagner autant de positions. Ensuite, j’ai donné tout ce que je pouvais pour rester au contact de Sebastian Vettel mais il était beaucoup plus rapide. [...] J'ai eu la chance de tirer profit du problème de Fernando Alonso mais j'ai pris un grand plaisir à me battre et à dépasser Lewis Hamilton. C'est un nouveau très bon résultat pour Lotus Renault GP et il confirme que l’équipe a fait de gros progrès cette année. » Vitaly Petrov aurait pu finir huitième mais est retombé dans ses travers de la saison précédente en sortant de la piste et abandonnant. Il déclare : « J'ai commis une petite erreur qui n'aurait pas dû entraîner de telles conséquences. Je suis sorti large et la voiture a décollé sur un talus avant de se poser brutalement. Les deux voitures auraient dû finir dans les points aujourd’hui mais la bonne nouvelle est que nous sommes parfaitement dans le rythme pour nous battre devant cette saison. »

### Écuries dans les points

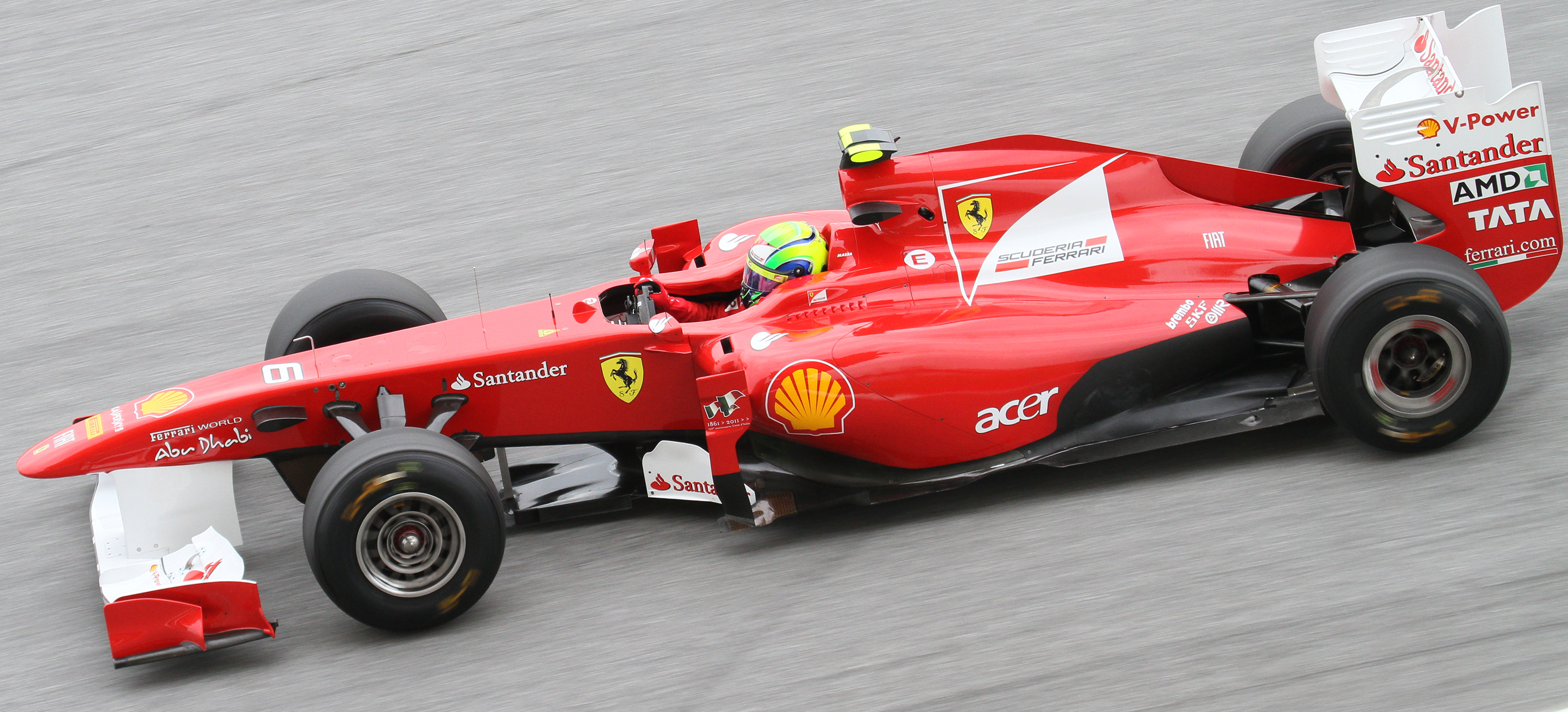
Felipe Massa termine cinquième, devant son coéquipier.

Felipe Massa a pris un meilleur départ que Fernando Alonso et était cinquième en début de course. Son premier arrêt, trop long, l'a fait chuter au septième rang. Il a ensuite pris l'avantage sur Petrov et a bénéficié des pénalités d'Alonso et Hamilton avant d'être doublé par Mark Webber en fin de course. « Nous devons vraiment améliorer la voiture mais notre rythme de course est très différent de celui des qualifications. C'est positif mais nous savons que la position sur la grille reste très importante donc nous devons progresser à ce niveau. En ce qui concerne ma course, c'est dommage d'avoir perdu un temps précieux à mon premier arrêt, sans ça, j'aurais pu finir sur le podium. Avec les pneus tendres, mon rythme était très bon, il l'était moins avec les durs si bien que Webber a pu me doubler. » Fernando Alonso, septième en début de course, a gagné trois places après les premiers arrêts en doublant Massa et les pilotes Renault. En fin de course, coincé derrière Lewis Hamilton avec un aileron arrière non-fonctionnel, il a tenté le doubler et a cassé son aileron avant. Pénalisé pour cet accrochage, il conserve sa sixième place et annonce : « Je suis content de cette course, pas pour le résultat mais parce que nous sommes enfin rapides, capables de nous battre roues contre roues pour une place sur le podium. [...] Nous n'avons pas été chanceux : si l'aileron mobile avait marché en permanence, j'aurais pu facilement doubler Hamilton dans la ligne droite mais finalement j'ai dû me battre et nous nous sommes touchés, ça a cassé mon aileron et j'ai dû revenir aux stands pour le changer, en perdant toute chance de monter sur le podium. »

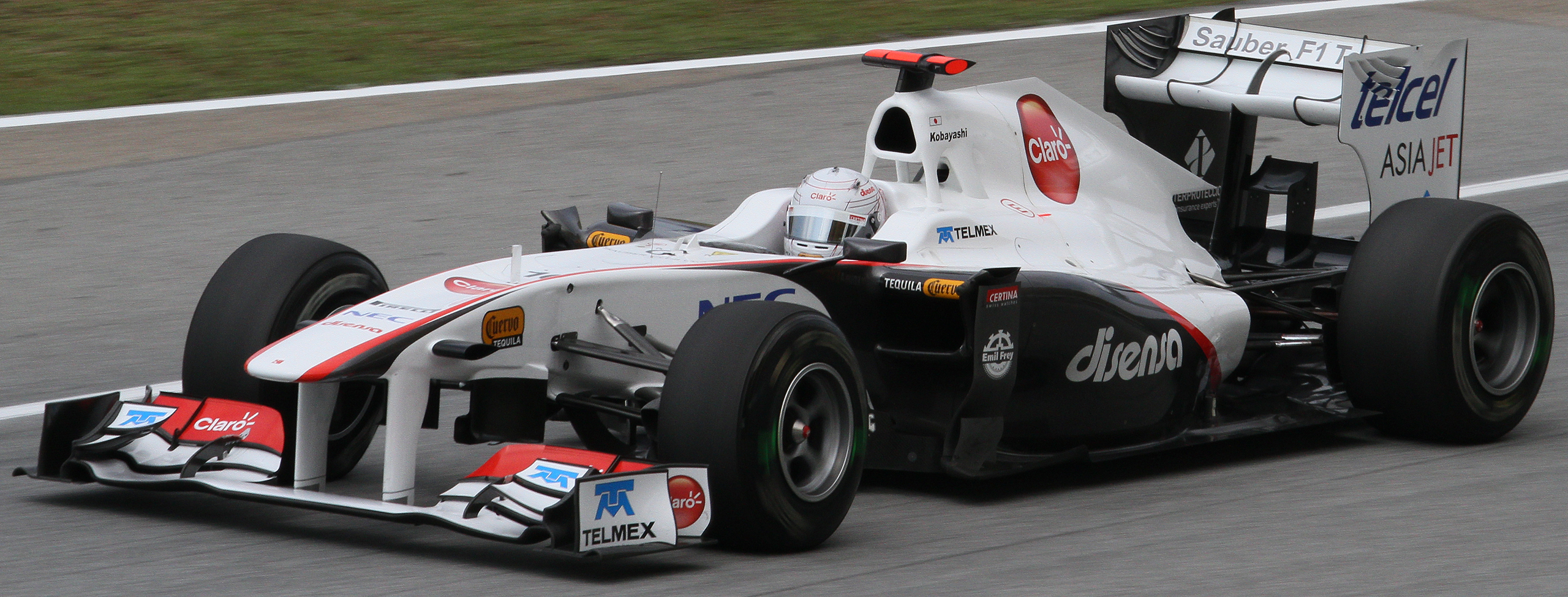
Kamui Kobayashi termine à nouveau dans les points avec la Sauber C30.

Kamui Kobayashi terminé pour la deuxième fois dans les points en deux courses. La monoplace Sauber C30 est très économe avec les pneumatiques et Kobayashi, avec une stratégie à deux arrêts quand d'autres pilotes en ont fait quatre, prend la septième place. Le Japonais s'est illustré en se battant à plusieurs reprises avec Michael Schumacher. Il déclare : « J'avais une bonne voiture. [...] La stratégie à deux arrêts était un peu risquée mais elle a plutôt bien marché. La difficulté avec les stratégies décalées est qu'on se retrouve toujours sur un rythme différent de la concurrence. J'ai eu de belles bagarres avec Mark Webber et Michael Schumacher. » Sergio Pérez a abandonné après avoir percuté un débris : « Un élément s'est détaché de la voiture de Sébastien Buemi qui était juste devant moi et a percuté le fond plat de ma voiture. L'extincteur s'est déclenché et le système électrique s'est coupé. »

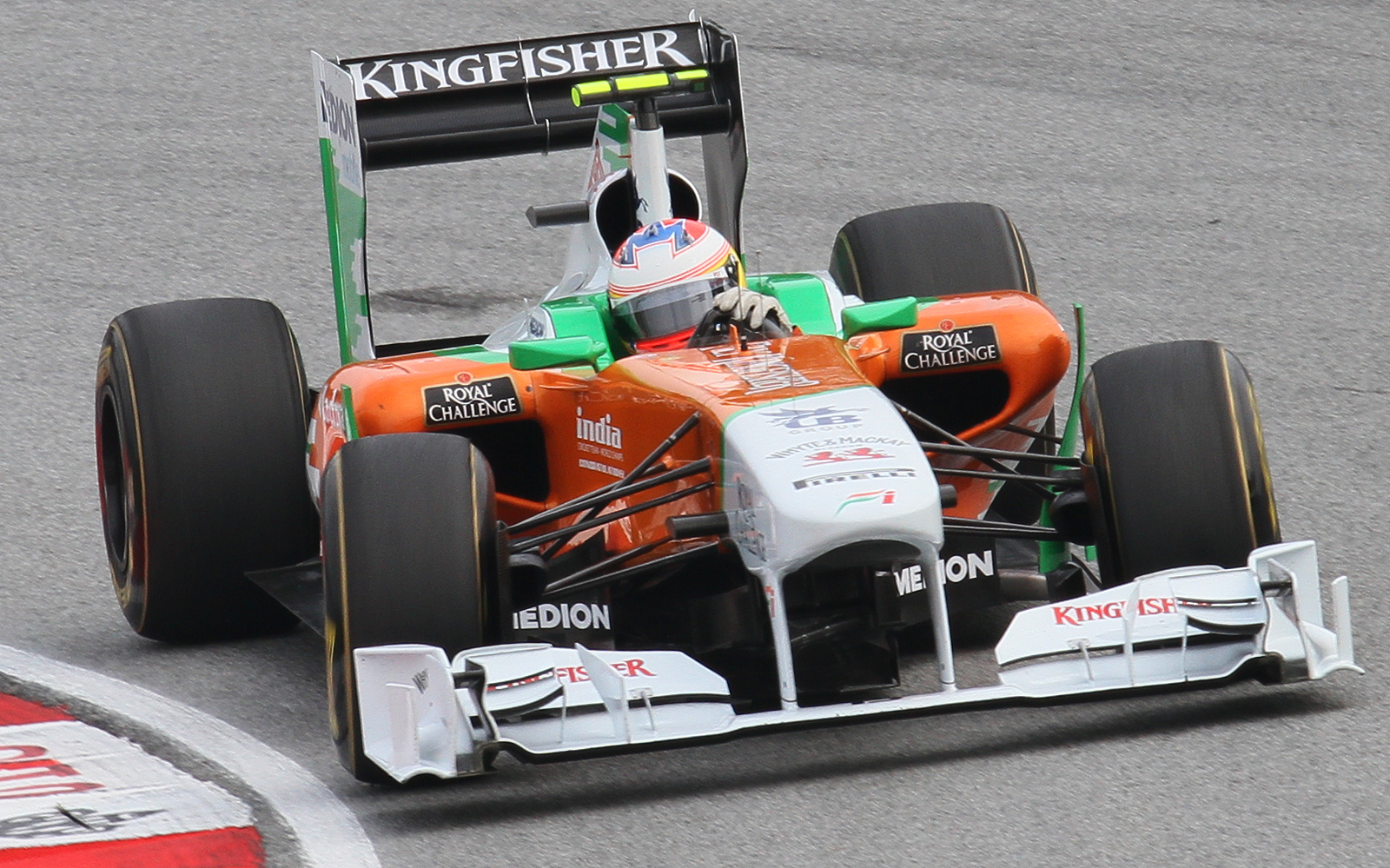
Paul di Resta termine à nouveau dans les points avec la Force India.

Paul di Resta, neuvième en fin de course à la suite de l'abandon de Petrov, a été doublé par Schumacher à quelques tours de l'arrivée mais il marque le point de la dixième place. « L'équipe a fait du bon travail sur la stratégie. Je n'ai pas pu contenir Michael Schumacher à la fin, il avait des pneus plus frais et nous nous étions arrêtés plus tôt que prévu pour mon troisième arrêt. Mais je ne voulais pas risquer le point au championnat. » Adrian Sutil termine juste derrière son équipier. Il aurait pu faire mieux s'il n'avait pas dû changer d'aileron avant en début de course, après avoir percuté Rubens Barrichello. « Les premiers tours n'ont pas été fantastiques parce que j'ai perdu mon aileron avant en touchant le pneu arrière de Rubens Barrichello.[...] Nous aurions pu avoir un bien meilleur résultat, c'est un week-end décevant pour moi. »
Mercedes Grand Prix a un problème avec son aileron arrière mobile : les pilotes ne retrouvent pas le niveau d'appui normal immédiatement en reprenant la position basse. Il ne s'agit pas d'un souci mécanique mais plutôt d'une erreur de conception. Mercedes a déjà rencontré ce problème à Melbourne et, bien que des modifications aient été faites, le problème est réapparu lors des qualifications à Sepang. Ross Brawn explique : « Nous avons des situations où le flap redescend mais où le flux ne revient pas immédiatement. »

### Écuries hors des points

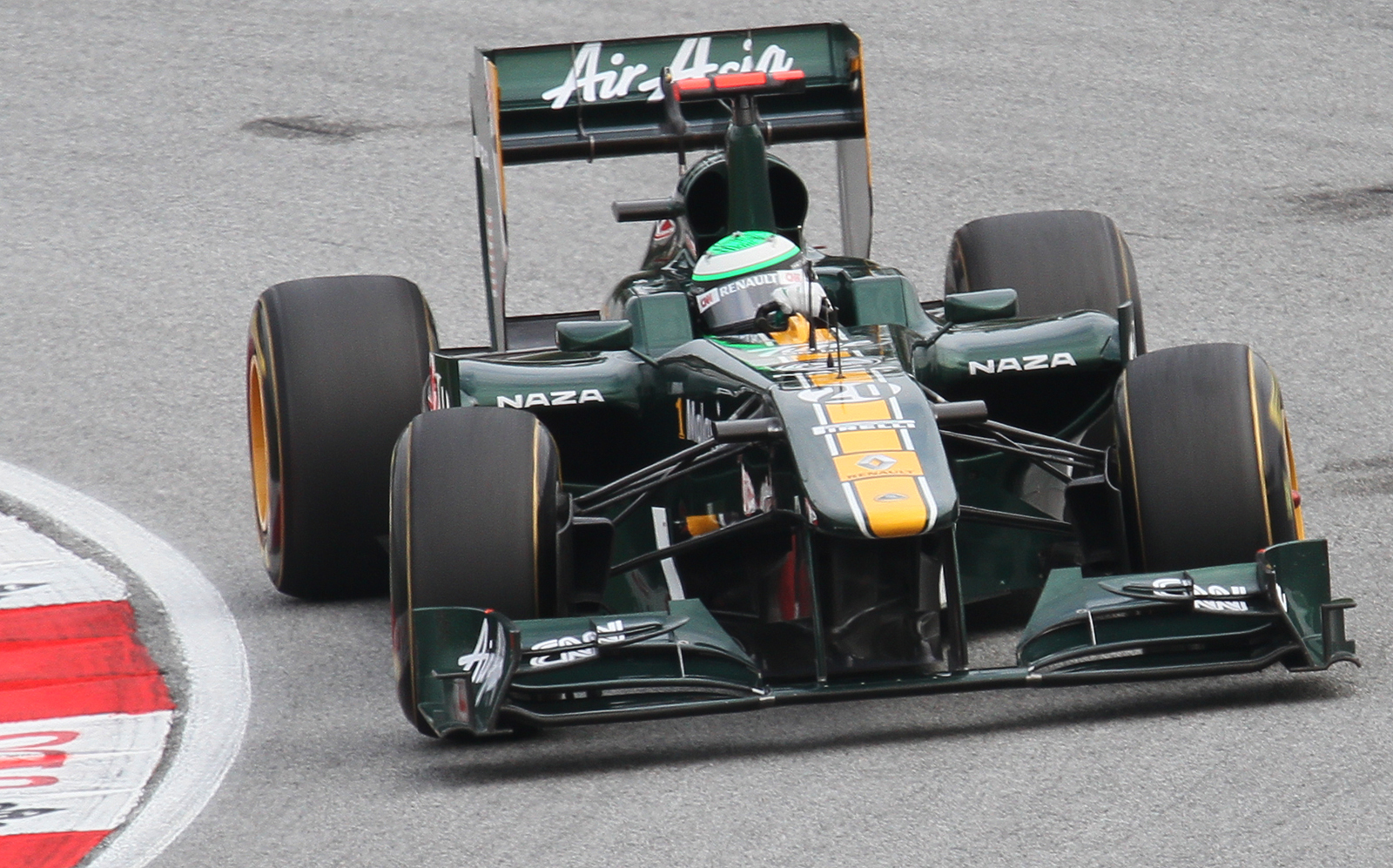
Heikki Kovalainen est le seul pilote Lotus-Renault à l'arrivée.

Jaime Alguersuari a souffert en course avec des performances en retrait et une dégradation excessive des pneus. « Il faut que j'analyse cette course avec les ingénieurs parce que je ne comprends pas vraiment ce qui s'est passé, nous étions lents et la dégradation [des pneus] était très élevée, plus que vendredi. » Son coéquipier Sébastien Buemi termine treizième mais pense qu'il aurait pu terminer dans les points sans une pénalité pour excès de vitesse : « À mon premier arrêt, j'ai eu l'impression que le limiteur de vitesse ne s'était pas enclenché. J'ai immédiatement appuyé à nouveau ce qui l'a désactivé donc j'ai fait un excès de vitesse et j'ai reçu un stop-and-go de 10 secondes, que j'ai trouvé assez sévère : en général on reçoit un drive-through et on perd moins de temps. [...] Je pense que j'aurais pu finir devant les Force India et être au moins neuvième. »
Heikki Kovalainen termine la course quinzième dans le sillage de Jaime Alguersuari tandis que Jarno Trulli abandonne sur panne d'embrayage. Le Finlandais annonce : « C'était une assez bonne course, l'équilibre était bon avec les deux trains de pneus et je pense que la stratégie a bien fonctionné. [...] Maintenant il faut poursuivre le développement de la voiture et maintenir la pression sur ceux qui sont devant nous. »

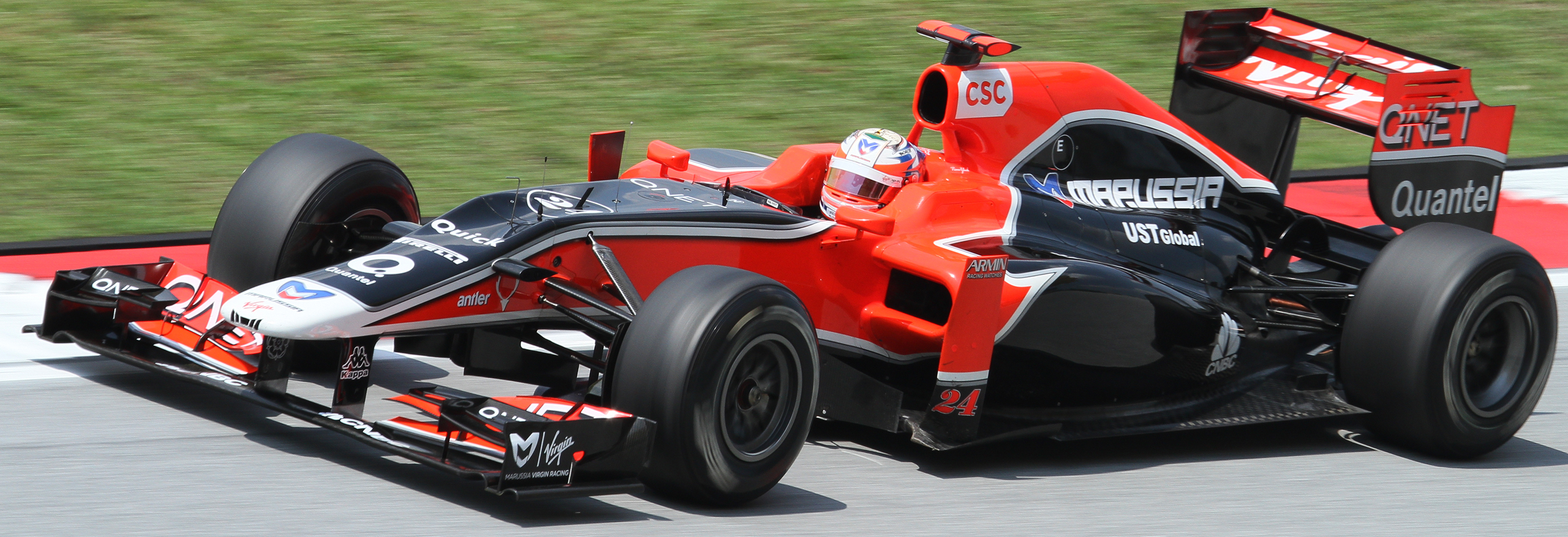
Timo Glock est le seul pilote Marussia Virgin Racing à l'arrivée.

Jérôme d'Ambrosio a abandonné après avoir violemment percuté un vibreur ; tous les systèmes, par procédure de sécurité, se sont coupés sur sa monoplace. Son coéquipier Timo Glock termine seizième et déclare : « La voiture marchait bien et nous avons pu gérer les pneus, donc nous sommes restés sur une stratégie à deux arrêts. Mon ingénieur a fait du bon travail pour me sortir du trafic, les mécaniciens ont fait du bon travail aux arrêts. À part les progrès que nous devons encore faire en performances, tout marche bien donc nous sommes impatients d'avoir notre package de développement pour les courses en Europe. »

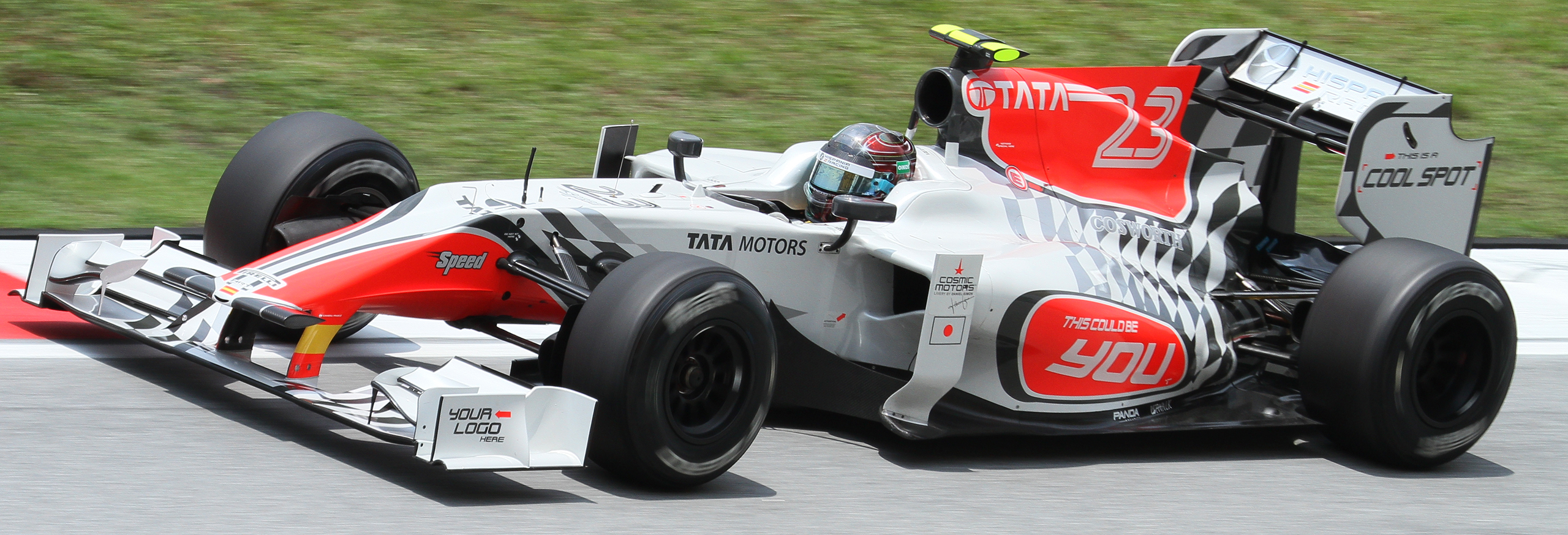
Les deux monoplaces HRT se sont qualifiées pour le Grand Prix de Malaisie.

Si Vitantonio Liuzzi et Narain Karthikeyan ont tous deux abandonné en Malaisie, Hispania Racing F1 Team a disputé son premier Grand Prix de l'année après avoir échoué en qualifications à Melbourne, et a recueilli beaucoup de données pour progresser. Karthikeyan a abandonné à cause d'une surchauffe : « Il y a eu des problèmes avec les températures d'eau donc nous avons abandonné pour préserver le moteur. Je suis concentré sur la Chine maintenant, où nous espérons finir la course. » Liuzzi a dû rentrer aux stands à quelques tours de l'arrivée, son aileron étant endommagé : « Nous avons eu un problème avec l'aileron arrière et nous avons dû nous arrêter. C'est dommage parce que j'avais pris un excellent départ et j'avais doublé quelques voitures. [...] Ensuite c'était compliqué parce que la voiture glissait beaucoup dans les trois relais. Nous devons travailler sur l'équilibre et les réglages pour l'avenir. Nous savions que nous n'étions pas exactement où nous le voulions mais aujourd'hui c'est bien d'avoir roulé et d'avoir recueilli des informations sur la voiture. Beaucoup de ces données vont nous servir pour travailler. »

## Classements généraux à l'issue de la course
| Pos. | Pilote             | Écurie               | Points |
| ---- | ------------------ | -------------------- | ------ |
| 1    | Sebastian Vettel   | Red Bull-Renault     | 50     |
| 2    | Jenson Button      | McLaren-Mercedes     | 26     |
| 3    | Lewis Hamilton     | McLaren-Mercedes     | 22     |
| 4    | Mark Webber        | Red Bull-Renault     | 22     |
| 5    | Fernando Alonso    | Ferrari              | 20     |
| 6    | Felipe Massa       | Ferrari              | 16     |
| 7    | Nick Heidfeld      | Renault              | 15     |
| 8    | Vitaly Petrov      | Renault              | 15     |
| 9    | Kamui Kobayashi    | Sauber-Ferrari       | 6      |
| 10   | Sébastien Buemi    | Toro Rosso-Ferrari   | 4      |
| 11   | Adrian Sutil       | Force India-Mercedes | 2      |
| 12   | Michael Schumacher | Mercedes             | 2      |
| 13   | Paul di Resta      | Force India-Mercedes | 2      |

| Pos. | Écurie               | Points |
| ---- | -------------------- | ------ |
| 1    | Red Bull-Renault     | 72     |
| 2    | McLaren-Mercedes     | 48     |
| 3    | Ferrari              | 36     |
| 4    | Renault              | 30     |
| 5    | Sauber-Ferrari       | 6      |
| 6    | Toro Rosso-Ferrari   | 4      |
| 7    | Force India-Mercedes | 4      |
| 8    | Mercedes             | 2      |

## Statistiques
Le Grand Prix de Malaisie 2011 représente :
- la 17e pole position de sa carrière pour Sebastian Vettel[80] ;
- la 12e victoire de sa carrière pour Sebastian Vettel[81] ;
- la 17e victoire pour Red Bull Racing en tant que constructeur[82] ;
- la 132e victoire pour Renault en tant que motoriste[83] ;
- le 100e podium pour Renault en tant que constructeur[84].

Au cours de ce Grand Prix :
- La grille de départ est, pour les cinq premières places, identique à celle du Grand Prix précédent (Vettel, Hamilton, Webber, Button et Alonso). Cette situation ne s'était pas produite depuis 2002 avec les Grands Prix de Saint-Marin et d'Espagne.
- Sauber passe la barre des 200 points inscrits en championnat du monde (201 points)[85].
- Nick Heidfeld devient le pilote qui est monté le plus souvent sur un podium sans avoir remporté de victoire. Avec 13 podiums, il devance désormais Stefan Johansson (douze podiums sans victoire)[86].